# Place des femmes dans l'attribution du prix Nobel
Vous lisez un « bon article » labellisé en 2014.
Pour un article plus général, voir Liste des récipiendaires du prix Nobel.
Cet article considère la place des femmes dans l'attribution du prix Nobel. Ce prix a été décerné 66 fois à des femmes, dont deux fois à Marie Curie qui en est par ailleurs la première récipiendaire féminine.
Avec 4 % de lauréates une fois les organisations écartées au cours des cent premières années d'existence de la distinction, la faible proportion de femmes ayant reçu un prix Nobel révèle le fossé des genres existant dans les domaines d'attribution du prix. Les femmes sont plus fréquemment récompensées pour des actions en faveur de la paix et en littérature, et même dans ces deux domaines, leur nombre est toujours très inférieur à celui des hommes.
Plusieurs raisons sont pointées du doigt, différentes selon les périodes historiques. Tantôt l'inaccessibilité du domaine scientifique pour les femmes, puis le contexte de la guerre froide, le manque de réseaux de pairs, de propositions de femmes ou un entre-soi trop grand entre femmes et hommes dans tous les domaines récompensés par le prix. Un effort notable a néanmoins été réalisé par les comités Nobel depuis les années 1990 pour corriger les multiples biais dont ils ont été accusés au fil des années.

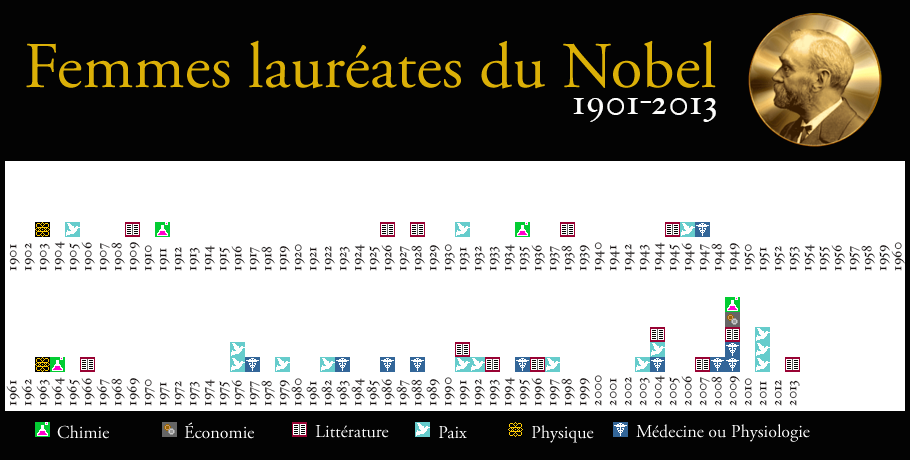
Frise des prix Nobel reçus par des femmes jusqu’en 2013.

## Nombre de lauréates
Le nombre de 65 femmes nobélisées, est à comparer aux 895 hommes récompensés et aux 30 récompenses pour 27 organisations différentes. Des femmes ont été notablement lésées dans l'attribution des prix Nobel, générant parfois de grandes controverses lorsqu'elles ont été écartées. Durant les cent premières années du prix Nobel, on ne trouve que 4 % de lauréates une fois les organisations écartées, soit près de 3 % en sciences et moins de 10 % en moyenne pour la littérature et pour la paix.
La première cause est, tout au moins pour la période la plus ancienne, l'impossibilité presque totale faite aux femmes d'entrer dans une carrière scientifique de haut niveau. Cela a l'effet logique de réduite le nombre de découvertes significatives réalisées par les femmes.  
La deuxième cause peut être la tendance de la société à empêcher les femmes plus que les hommes à accéder aux situations et aux postes à responsabilité ouvrant la route à une désignation. 
Certains auteurs affirment qu'un biais s'est établi aussi durant la guerre froide : de 1948 à 1962, de nombreuses femmes sont proposées, mais aucune retenue pour aucun des prix, une conséquence de « l'attitude macho » du jury de l'époque, qui considère comme nécessaire de promouvoir des figures « fortes », en l’occurrence des hommes, dans un contexte guerrier.
La troisième cause expliquant le faible nombre de lauréates pourrait être expliqué en partie par le manque de propositions des femmes aux prix. Plusieurs raisons sont avancées : elles manqueraient du réseau nécessaire pour se faire proposer, les hommes se sélectionnant entre eux et les femmes ne se cooptant pas ou encore que les femmes sont plus promptes à créditer leurs collègues — et à remercier d'autres femmes pour les avoir encouragées — là où les hommes le font peu ou moins, d'où une réputation moins grande pour les femmes à compétences égales.
Une quatrième cause peut être l'existence d'une disproportion très forte des genres dans certains domaines scientifiques. La proportion de femmes dans les carrières de physiciens ou d'économiste, qui sont des sujets pour lesquels existe un prix, étant faible alors que la proportion des femmes dans d'autres domaines de recherche non récompensés est bien plus élevée.
Dans un autre registre, une statistique indicative du statut marital des lauréates jusqu'en 2000 montre que sur 29 lauréates à l'époque, neuf ne sont pas mariées ou sont divorcées et sept sont sans enfant. Mise en parallèle avec le rôle sociétal d'éducation des enfants dévolu classiquement aux femmes, cette statistique montre que la conciliation entre un parcours menant à un prix Nobel et une vie de famille est encore trop complexe.
Les années 2000 marquent une évolution notable de cette situation : en 2009, un record est atteint lorsque cinq femmes sont récompensées par le prix Nobel sur neuf récipiendaires au total cette année-là. En 2016, est dressé le constat d'une proportion de 9,79 % de lauréates depuis 2000, soit « une tendance nouvelle en termes relatifs, avec plus qu'un doublement du taux de féminisation du prix Nobel ». En 2018, la part de femmes distinguées depuis l'origine s'élève ainsi à un peu plus de 5 %. Au total, entre 2001 et 2019, 23 femmes sont récompensées. Néanmoins, une étude statistique de 2019 conclut, concernant le champ scientifique des Nobel, que l'inégale répartition des prix par sexe s'explique à 96 % de probabilité par la subsistance d'un biais de genre en défaveur des femmes.

### En sciences

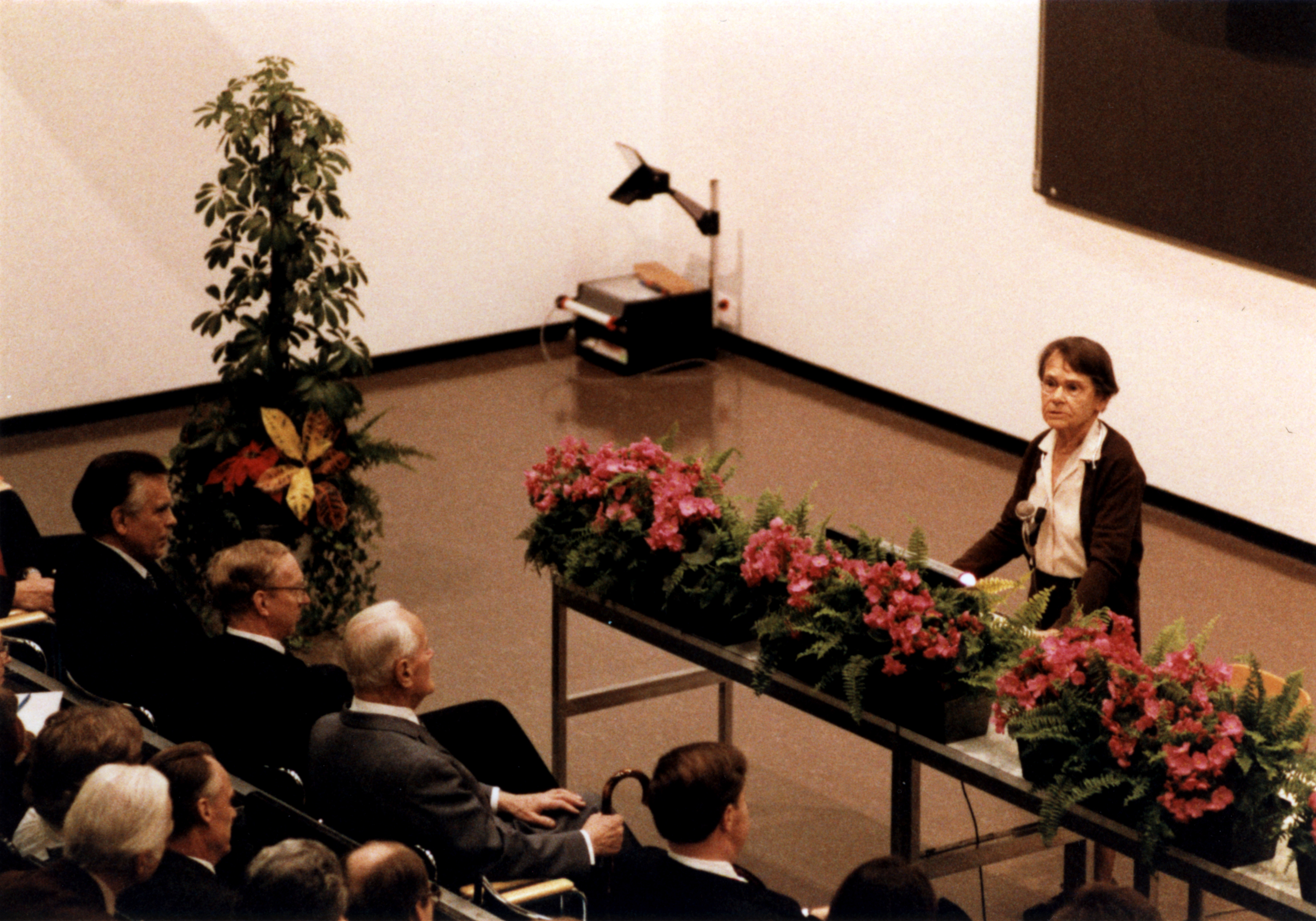
Barbara McClintock prononce son discours à l'institut Karolinska, durant la semaine de cérémonies des prix Nobel.

En sciences et en technique, les femmes ont longtemps été écartées des études et des moyens de poursuivre des recherches. Sous-représentées en physique, chimie et médecine, le peu de prix Nobel qui leur ont été attribués est le reflet de cette mise à l'écart, qui peut être mis en parallèle avec :
1. les mathématiques, où la médaille Fields n'a récompensé que deux mathématiciennes : Maryam Mirzakhani, pour la première fois en 2014[a 9] et Maryna Viazovska en 2022,
2. l'architecture, où seules six femmes (Zaha Hadid en 2004, Kazuyo Sejima en 2010, Carme Pigem en 2017, Yvonne Farrell et Shelley McNamara en 2020 et Anne Lacaton en 2021) ont reçu le prix Pritzker depuis sa création en 1979,
3. l'ingénierie, où seule une femme a été récompensée du prix Millennium Technology en 2016, Frances Arnold,
4. l'informatique, où le prix Turing a été décerné trois fois (Frances Allen en 2006, Barbara Liskov en 2008 et Shafi Goldwasser en 2012) à des femmes depuis 1996[3].

Durant la première partie du XXe siècle en Europe, alors qu'elles commencent à poursuivre des études, les femmes se voient refuser l'entrée aux laboratoires, aux hautes études ou aux chaires qui leur donneraient accès au matériel nécessaire à leurs recherches. Les parcours sont semés d'embûches et l'un des exemples principaux est le cas de Marie Curie qui, bien que pionnière et première femme lauréate d'un prix Nobel, est écartée de l'Académie des sciences française par sexisme, tout comme sa fille, aussi nobélisée, le sera des années plus tard.
Aux États-Unis, ce sont les lois anti-népotisme, interdisant aux proches d'exercer dans les mêmes départements de recherche, qui empêchent de fait une femme de travailler dans le même laboratoire que son mari. Ces lois ferment les portes des institutions à de multiples femmes scientifiques de l'époque : en général mariées à d'autres scientifiques, elles doivent abandonner leur carrière, travailler bénévolement ou devenir assistante de laboratoire et effectuer des recherches « en perruque » à côté de leurs autres activités.
Les premières dizaines d'années de remise du prix ne voient donc que peu de femmes proposées et encore moins de lauréates. Avec le temps, la quantité de femmes ayant accès aux hautes études et au matériel adéquat s'accroît, mais la proportion de lauréates demeure pourtant sans commune mesure avec la proportion de femmes scientifiques. Il se pourrait qu'elles n'aient pas un réseau suffisamment étendu de collègues, indispensable pour se voir proposer au prix Nobel par leurs pairs. Une analyse des statistiques des lauréats montre qu'à partir des années 1970, un écart entre les genres apparaît : les femmes sont désormais bien plus nombreuses en sciences, mais le nombre de femmes nobélisées ne progresse pas dans la même proportion. Une explication possible est que les prix sont souvent remis pour des découvertes vieilles de plusieurs années voire décennies : l'écart actuel ne serait alors que le reflet de l'écart de genre plus ancien datant de l'époque où beaucoup moins de femmes travaillaient dans les domaines scientifiques. Ceci n'explique pas toutefois le peu de propositions de femmes chaque année qui serait plutôt à mettre sur le compte en général de l'accès aux ressources et cursus qui demeure difficile pour les femmes ainsi que par la pression sociale attendant de la femme qu'elle s'occupe des enfants,.
De manière plus générale, même si l'amélioration de l'accessibilité du domaine est significative en sciences, il n'en demeure pas moins qu'en 2003 aux États-Unis, seulement 22 % des licenciés ès-sciences et 18 % des docteurs en physique sont des femmes, alors même qu'autant de garçons que de filles terminent leurs études secondaires avec une spécialisation en sciences physiques. Un nombre important de femmes délaissent donc en cours de route leurs études de physique, n'achèvent pas leur doctorat ou changent d'intention d'orientation de fin d'études, laissant de côté leur plan de carrière dans la recherche. Pointé du doigt encore une fois, le milieu peu favorable aux femmes : moins de gratifications à succès égal qu'un homme, salaire moindre, avertissements plutôt qu'encouragements avant le cursus, peu ou pas d'encouragements pendant, maternité attendue socialement comme à gérer par soi-même.

### Paix

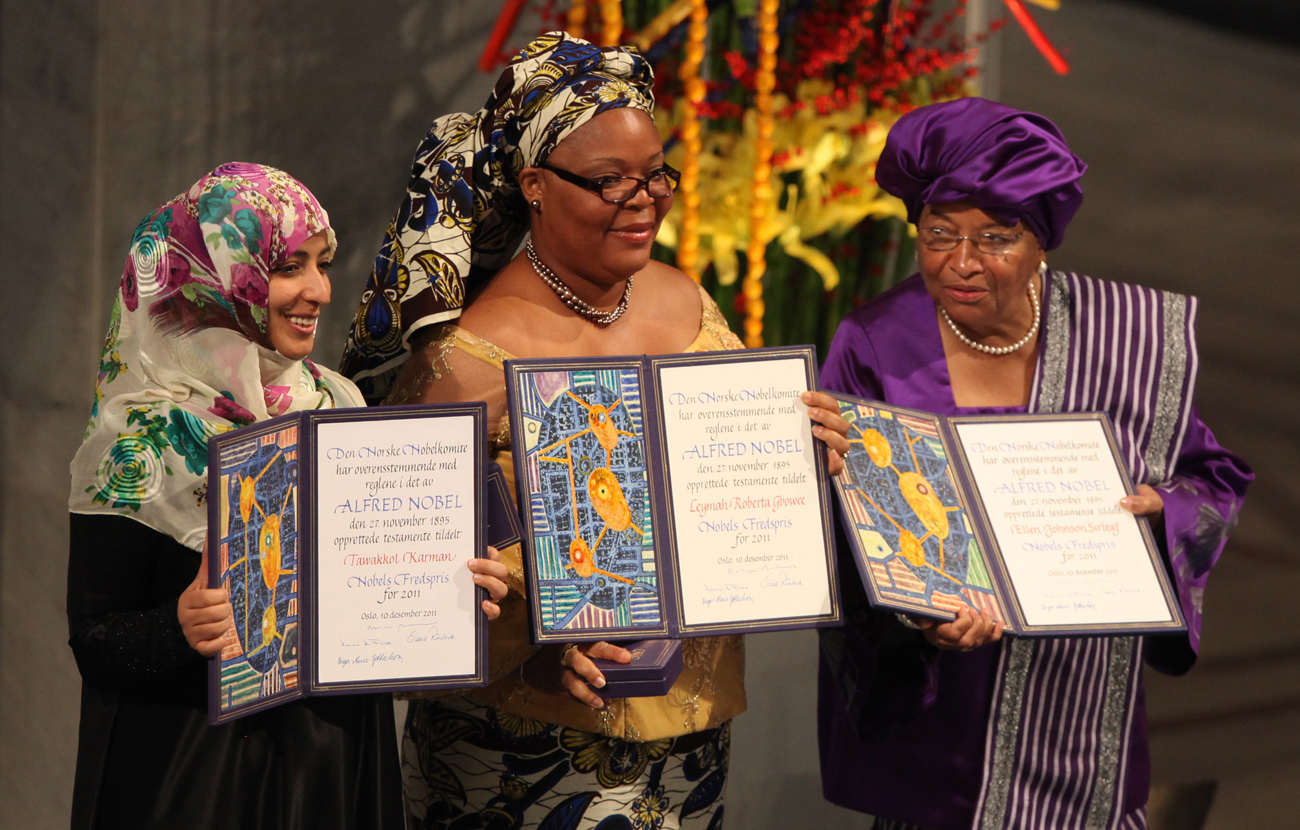
En 2011, trois femmes reçoivent conjointement le prix Nobel de la paix (de gauche à droite) : Tawakkol Karman, Leymah Gbowee et Ellen Johnson Sirleaf.

Après avoir pris connaissance du testament d'Alfred Nobel, le roi de Suède convoque le neveu de Nobel et aurait alors demandé la suppression en particulier du prix Nobel de la paix, arguant que « [son] oncle est tombé sous l'influence de visionnaires et tout particulièrement de femmes ». L'ambiance de l'époque est alors peu propice aux femmes ; l'attitude accueillant la récompense en 1905 de Bertha von Suttner est aussi misogyne que celle qui empêche Marie Curie d'accéder à l'Académie des sciences française : parodiée, ridiculisée, insultée et caricaturée, malgré son succès dans ses combats pacifistes, Suttner est traitée d'hystérique et pointée du doigt pour son aversion de l'antisémitisme,.
Le rapport des femmes au prix Nobel de la paix est particulier. Les premières associations internationales actives dans le pacifisme se mettent en place vers le milieu et la fin du XIXe siècle, quelques décennies seulement avant la création des prix Nobel ; ces grandes organisations sont alors essentiellement composées de militantes et sont parfois féministes. Les femmes sont ainsi plus présentes dans les prix Nobel de la paix que pour les autres prix du fait de cette implication historique,.
Mais si les mouvements féministes et pacifistes ont longtemps été très proches, durant les cinquante premières années d'existence du prix, aucune femme ne se trouve à un poste politique important ou dans des organisations comme l'ONU, alors favorisées pour les prix Nobel, ainsi, dans l'ensemble peu de femmes ont été lauréates du prix Nobel de la paix comparativement aux hommes : dix femmes récompensées pendant les cent premières années d'existence du prix. Quelques femmes sont malgré tout lauréates jusqu'à ce que, comme pour les sciences, le nombre de femmes proposées et récompensées chute dramatiquement de 1950 à 1970, à la suite de quoi il remonte, aidé par une volonté affichée du comité Nobel de promouvoir l'action des femmes et l'action des pays en développement. Des chiffres à mettre en parallèle avec la composition du comité Nobel norvégien qui n'a eu en son sein que 11 femmes de 1901 à 2014, la première à y siéger étant Aase Lionæs à partir de 1949,.
En 2004, l’Iranienne Shirin Ebadi lance avec Jody Williams, après avoir appris la désignation de Wangari Maathai, une initiative entre lauréates du prix Nobel de la paix, qui mènera à la fondation de la Nobel Women's Initiative (en) en 2006, afin d'effectuer des conférences communes. La journaliste Annick Cojean relève que leur différence avec les prix Nobel remis aux hommes vient du fait que le prix est pour ces femmes un commencement et non l'aboutissement de leur action, montrant que le monde leur faisait confiance pour poursuivre leur travail de pacifisme.

### Littérature
Si en proportion les femmes sont largement moins nombreuses à avoir reçu le prix Nobel de littérature que les hommes, ce n'est pas le seul biais de ce prix : le comité Nobel de littérature est en effet connu pour prendre un temps considérable à décerner le prix et, souvent, ce sont les « derniers survivants » d'une génération d'auteurs qui sont récompensés, délaissant de multiples écrivains qui ont marqué leur temps. L'autre biais est linguistique : la très grande majorité des prix sont décernés à des auteurs en anglais, français, espagnol ou allemand, et aussi aux langues scandinaves, celles-ci représentant près d'un septième de tous les prix.
Le milieu de la littérature aurait pu être plus féminisé du fait de la compatibilité plus grande entre une carrière d'écrivain et un rôle maternel, mais les chiffres du prix Nobel le démentent. En cause la société ayant longtemps écarté les femmes de toute reconnaissance publique et un comité Nobel qui est le reflet de cette société : en décembre 2004 seules deux femmes siègent à l'Académie suédoise sur les dix-huit membres, 5 en octobre 2011. L'arrivée de Katarina Frostenson et Wisława Szymborska coïncide avec une augmentation des lauréates. Ce changement est ainsi visible depuis les années 1990 ; là où seulement six femmes ont été lauréates de 1901 à 1990, entre 1991 et 2000 trois femmes ont été nobélisées.
L'air du temps se ressent de la même manière dans les idées des auteurs primés pour leurs œuvres. Même parmi les femmes ayant reçu le prix Nobel, certaines convictions détonnent : si Pearl Buck milite pour les droits des femmes, comme la contraception, et si l’œuvre de Sigrid Undset contient un message féministe puissant, Gabriela Mistral a été récompensée pour l'ensemble d'une œuvre où les femmes ne s'accomplissent qu'au travers de la maternité, transcrivant la vision machiste de la société de l'époque. Si le niveau de l'écriture est exceptionnel chez Mistral, en termes d'avancée de la condition féminine, sa récompense est un clair recul. Cependant, elle n'est pas la seule à recevoir un prix Nobel alors que ses travaux convoient une image clairement machiste. Rudyard Kipling a été récompensé en 1907 alors qu'il considère les femmes comme « un mal nécessaire ».

### Économie
Dit « prix Nobel d'économie », le prix de la Banque de Suède en sciences économiques en mémoire d'Alfred Nobel ne fait pas partie des prix originellement prévus par Alfred Nobel. Instauré en 1969, il a récompensé trois fois une femme, Elinor Ostrom, en 2009, bien que celle-ci ne fût pas une économiste mais une professeure de sciences politiques, Esther Duflo en 2019 et Claudia Goldin en 2023. La proportion de femmes lauréates de ce prix est donc encore plus faible que dans les autres domaines d’attribution du prix Nobel. Les femmes sont nettement moins présentes sur les listes de lauréates potentielles du Nobel, même lorsqu'elles sont lauréates de prix prestigieux en économie comme la médaille John-Bates-Clark qui, pour les hommes américains, sont souvent considérés comme des tremplins vers l’obtention du prix Nobel.

## Lauréates

### Liste
La première colonne du tableau indique, par un code couleur et un symbole détaillé dans la légende qui suit, le prix décerné. Certains prix Nobel de la paix n’ont pas d'intitulé officiel et sont marqués « Sans intitulé précis » : ce sont les actes mentionnés dans les discours accompagnant la récompense qui sont alors résumés dans la colonne « Intitulé ».
Une colonne partage permet de voir quelle est la division du prix obtenu. Lorsqu'un prix est reçu en entier, c'est-à-dire donné à une seule personne, il est noté « Ent. ». Le prix peut être partagé entre plusieurs personnes (jusqu'à trois). Pour les femmes ayant reçu le prix en collaboration avec une autre personne (même citation), il est noté « Part. » pour « partagé », pour une lauréate ayant reçu un prix partagé entre plusieurs personnes mais étant récompensée pour un travail indépendant des autres lauréats, on le notera « Cit. », comme « citée indépendamment ».[pas clair]
|             | Prix                                  |
| Physique    | Prix Nobel de physique                |
| Chimie      | Prix Nobel de chimie                  |
| Médecine    | Prix Nobel de physiologie ou médecine |
| Littérature | Prix Nobel de littérature             |
| Paix        | Prix Nobel de la paix                 |
| Économie    | Prix Nobel d'économie                 |

|             | Année | Nom                         | Nationalité            | Intitulé | Partage |
| ----------- | ----- | --------------------------- | ---------------------- | --- | ------- |
| Physique    | 1903  | Marie Curie                 | Franco-polonaise       | « En reconnaissance de leurs services rendus, par leur recherche commune sur le phénomène des radiations découvert par le professeur Henri Becquerel »                                                                     | Part.   |
| Physique    | 1963  | Maria Goeppert-Mayer        | Américaine             | « Pour leurs découvertes à propos de la structure en couches du noyau atomique » | Cit.    |
| Physique    | 2018  | Donna Strickland            | Canadienne             | « Pour leur méthode de génération d'impulsions optiques ultra-courtes à haute intensité » | Part.   |
| Physique    | 2020  | Andrea M. Ghez              | Américaine             | « Pour la découverte d'un objet compact supermassif au centre de notre galaxie » | Part.   |
| Physique    | 2023  | Anne L'Huillier             | Franco-suédoise        | « Pour les méthodes expérimentales qui génèrent des impulsions lumineuses attosecondes pour l'étude de la dynamique des électrons dans la matière »                                                                        | Part.   |
| Chimie      | 1911  | Marie Curie                 | Franco-polonaise       | « En reconnaissance des services pour l’avancement de la chimie par la découverte de nouveaux éléments : le radium et le polonium, par l’étude de leur nature et de leurs composés »                                       | Ent.    |
| Chimie      | 1935  | Irène Joliot-Curie          | Française              | « En reconnaissance de leur synthèse de nouveaux éléments radioactifs » | Part.   |
| Chimie      | 1964  | Dorothy Crowfoot Hodgkin    | Britannique            | « Pour sa détermination par des techniques aux rayons X des structures de substances biochimiques importantes » | Ent.    |
| Chimie      | 2009  | Ada Yonath                  | Israélienne            | « Pour des études de la structure et de la fonction du ribosome » | Part.   |
| Chimie      | 2018  | Frances H. Arnold           | Américaine             | « Pour l'évolution dirigée des enzymes » | Part.   |
| Chimie      | 2020  | Emmanuelle Charpentier      | Française              | « Pour avoir mis au point la technique d'édition génomique CRISPR-Cas9 » | Part.   |
| Chimie      | 2020  | Jennifer Doudna             | Américaine             | « Pour avoir mis au point la technique d'édition génomique CRISPR-Cas9 » | Part.   |
| Chimie      | 2022  | Carolyn R. Bertozzi         | Américaine             | « Pour le développement de la chimie click et de la chimie bioorthogonale. » | Part.   |
| Médecine    | 1947  | Gerty Theresa Cori          | Américaine             | « Pour la découverte du processus de conversion catalytique du glycogène » | Part.   |
| Médecine    | 1977  | Rosalyn Yalow               | Américaine             | « Pour le développement du dosage par radio-immunologie des hormones peptidiques » | Cit.    |
| Médecine    | 1983  | Barbara McClintock          | Américaine             | « Pour la découverte des éléments génétiques mobiles » | Ent.    |
| Médecine    | 1986  | Rita Levi-Montalcini        | Italienne              | « Pour la découverte révolutionnaire des facteurs de croissance de cellules nerveuses » | Part.   |
| Médecine    | 1988  | Gertrude Elion              | Américaine             | « Pour leur découverte de principes importants des traitements médicamenteux » | Part.   |
| Médecine    | 1995  | Christiane Nüsslein-Volhard | Allemande              | « Pour leurs travaux sur le contrôle génétique du développement précoce de l'embryon » | Part.   |
| Médecine    | 2004  | Linda Brown Buck            | Américaine             | « Pour ses travaux sur le système olfactif et les récepteurs olfactifs » | Part.   |
| Médecine    | 2008  | Françoise Barré-Sinoussi    | Française              | « Pour leur découverte du virus de l'immunodéficience humaine » | Part.   |
| Médecine    | 2009  | Elizabeth Blackburn         | Australienne           | « Pour la découverte de comment sont protégés les chromosomes par les télomères et de l'enzyme télomérase » | Part.   |
| Médecine    | 2009  | Carol Greider               | Américaine             | « Pour la découverte de comment sont protégés les chromosomes par les télomères et de l'enzyme télomérase » | Part.   |
| Médecine    | 2014  | May-Britt Moser             | Norvégienne            | « Pour leur découverte de cellules qui constituent un système de géoposition dans le cerveau » | Part.   |
| Médecine    | 2015  | Tu Youyou                   | Chinoise               | « Pour leur découverte d'une nouvelle thérapie contre le paludisme » | Cit.    |
| Médecine    | 2023  | Katalin Karikó              | Hongro-américaine      | « Pour leurs découvertes concernant les modifications des bases nucléosidiques qui ont permis le développement de vaccins ARNm efficaces contre le Covid-19 »                                                              | Part.   |
| Littérature | 1909  | Selma Lagerlöf              | Suédoise               | « En appréciation du noble idéalisme, de l'imagination vivace et de la perception spirituelle qui caractérisent ses écrits »                                                                                               | Ent.    |
| Littérature | 1926  | Grazia Deledda              | Italienne              | « Pour ses écrits idéalistes et inspirés qui saisissent la vie sur son île natale avec une clarté plastique et traitent des problèmes humains en général avec profondeur et sympathie »                                    | Ent.    |
| Littérature | 1928  | Sigrid Undset               | Norvégienne            | « Pour ses puissantes descriptions de la vie du Nord au Moyen Âge » | Ent.    |
| Littérature | 1938  | Pearl Buck                  | Américaine             | « Pour ses descriptions riches et épiques de la vie des paysans en Chine et pour ses chefs-d'œuvre biographiques » | Ent.    |
| Littérature | 1945  | Gabriela Mistral            | Chilienne              | « Pour sa poésie lyrique qui, inspirée par de puissantes émotions, a fait de son nom un symbole pour les aspirations idéalistes du monde Sud-américain »                                                                   | Ent.    |
| Littérature | 1966  | Nelly Sachs                 | Allemande              | « Pour sa remarquable œuvre lyrique et dramatique qui interprète le destin d'Israël avec sensibilité et force. » | Cit.    |
| Littérature | 1991  | Nadine Gordimer             | Sud-Africaine          | « Qui a, au travers de son écriture magnifiquement épique — selon les propres paroles d'Alfred Nobel — été d'un grand bénéfice à l'humanité »                                                                              | Ent.    |
| Littérature | 1993  | Toni Morrison               | Américaine             | « Qui, dans des nouvelles caractérisées par leur force visionnaire et leur teneur poétique, donne vie à un aspect essentiel de la réalité américaine »                                                                     | Ent.    |
| Littérature | 1996  | Wisława Szymborska          | Polonaise              | « Pour une poésie qui, avec une précision ironique, permet au contexte historique et biologique de se manifester en fragments de vérité humaine. »                                                                         | Ent.    |
| Littérature | 2004  | Elfriede Jelinek            | Autrichienne           | « Pour le flot de voix et de contre-voix dans ses romans et ses drames qui dévoilent avec une exceptionnelle passion langagière l’absurdité et le pouvoir autoritaire des clichés sociaux »                                | Ent.    |
| Littérature | 2007  | Doris Lessing               | Britannique            | « La conteuse épique de l'expérience féminine qui, avec scepticisme, ardeur et une force visionnaire, scrute une civilisation divisée »                                                                                    | Ent.    |
| Littérature | 2009  | Herta Müller                | Allemande              | « Qui, avec la concentration de la poésie et l'objectivité de la prose, dépeint les paysages de l'abandon » | Ent.    |
| Littérature | 2013  | Alice Munro                 | Canadienne             | « La souveraine de l’art de la nouvelle contemporaine » | Ent.    |
| Littérature | 2015  | Svetlana Aleksievitch       | Biélorusse             | « Son œuvre polyphonique, mémorial de la souffrance et du courage à notre époque » | Ent.    |
| Littérature | 2018  | Olga Tokarczuk              | Polonaise              | « Pour une imagination narrative qui, avec une passion encyclopédique, représente le franchissement des frontières comme forme de vie »                                                                                    | Ent.    |
| Littérature | 2020  | Louise Glück                | Américaine             | « Pour sa voix poétique caractéristique, qui avec sa beauté austère rend l’existence individuelle universelle » | Ent.    |
| Littérature | 2022  | Annie Ernaux                | Française              | « Pour le courage et la précision chirurgicale avec laquelle elle révèle les racines, les éloignements et les contraintes collectives de la mémoire personnelle. »                                                         | Ent.    |
| Littérature | 2024  | Han Kang                    | Sud-Coréenne           | « Pour sa prose poétique intense qui affronte les traumatismes historiques et expose la fragilité de la vie humaine. » | Ent.    |
| Paix        | 1905  | Bertha von Suttner          | Autrichienne           | (Sans intitulé précis) Pour son action au sein du Bureau international de la paix et pour son ouvrage Die Waffen Nieder !                                                                                                  | Ent.    |
| Paix        | 1931  | Jane Addams                 | Américaine             | (Sans intitulé précis) Pour ses actions sociales dans le domaine de l’éducation, de la prévention médicale et de la santé et pour ses efforts en vue de l’amélioration des conditions de travail et d’éducation des femmes | Cit.    |
| Paix        | 1946  | Emily Greene Balch          | Américaine             | (Sans intitulé précis) A créé la Ligue internationale des femmes pour la paix et la liberté | Cit.    |
| Paix        | 1976  | Betty Williams              | Irlandaise             | (Sans intitulé précis) Pour leur action en faveur de la paix en Irlande du Nord, l'organisation d'un manifestation pour la paix et la fondation du Mouvement des femmes pour la paix                                       | Part.   |
| Paix        | 1976  | Mairead Corrigan            | Irlandaise             | (Sans intitulé précis) Pour leur action en faveur de la paix en Irlande du Nord, l'organisation d'un manifestation pour la paix et la fondation du Mouvement des femmes pour la paix                                       | Part.   |
| Paix        | 1979  | Mère Teresa                 | Albanaise, Indienne    | (Sans intitulé précis) Pour son œuvre envers les pauvres et les malades en Inde | Ent.    |
| Paix        | 1982  | Alva Reimer Myrdal          | Suédoise               | (Sans intitulé précis) Pour son rôle dans les négociations pour le désarmement au sein des Nations unies | Cit.    |
| Paix        | 1991  | Aung San Suu Kyi            | Birmane                | « Pour sa lutte non-violente pour la démocratie et les droits humains » | Ent.    |
| Paix        | 1992  | Rigoberta Menchú            | Guatémaltèque          | « En reconnaissance de son travail pour la justice sociale et la réconciliation ethno-culturelle basées sur le respect pour les droits des peuples autochtones »                                                           | Ent.    |
| Paix        | 1997  | Jody Williams               | Américaine             | « Pour la Campagne internationale pour l'interdiction des mines antipersonnel terrestres » | Cit.    |
| Paix        | 2003  | Shirin Ebadi                | Iranienne              | « Pour ses efforts en faveur de la démocratie et des droits humains. Elle s'est particulièrement concentrée sur la lutte pour les droits des femmes et des enfants »                                                       | Ent.    |
| Paix        | 2004  | Wangari Muta Maathai        | Kényane                | « Pour sa contribution en faveur du développement durable, de la démocratie et de la paix » | Ent.    |
| Paix        | 2011  | Ellen Johnson Sirleaf       | Libérienne             | « Pour avoir mobilisé et organisé les femmes au-delà des lignes de division ethniques et religieuses pour mettre fin à une longue guerre au Liberia et assurer la participation des femmes aux élections »                 | Part.   |
| Paix        | 2011  | Leymah Gbowee               | Libérienne             | « Pour avoir mobilisé et organisé les femmes au-delà des lignes de division ethniques et religieuses pour mettre fin à une longue guerre au Liberia et assurer la participation des femmes aux élections »                 | Part.   |
| Paix        | 2011  | Tawakkol Karman             | Yéménite, Turque       | « Pour sa lutte non violente pour la sécurité des femmes et pour le droit des femmes à participer pleinement au travail de consolidation de la paix »                                                                      | Part.   |
| Paix        | 2014  | Malala Yousafzai            | Pakistanaise           | « Pour [sa] lutte contre la répression des enfants et des jeunes et pour le droit de tout enfant à l'éducation » | Part.   |
| Paix        | 2018  | Nadia Murad                 | Irakienne              | « Pour [ses] efforts pour mettre fin à l'emploi des violences sexuelles en tant qu'arme de guerre. » | Part.   |
| Paix        | 2021  | Maria Ressa                 | Américaine, Philippine | « Pour [son] combat courageux pour la liberté d’expression » | Part.   |
| Paix        | 2023  | Narges Mohammadi            | Iranienne              | « Pour son combat contre l’oppression des femmes en Iran et sa lutte pour la promotion des droits humains et la liberté pour tous »                                                                                        | Ent.    |
| Économie    | 2009  | Elinor Ostrom               | Américaine             | « Pour son analyse de la gouvernance économique, et en particulier, des biens communs » | Cit.    |
| Économie    | 2019  | Esther Duflo                | Française              | Pour avoir « introduit une nouvelle approche (expérimentale) pour obtenir des réponses fiables sur la meilleure façon de réduire la pauvreté dans le monde »                                                               | Part.   |
| Économie    | 2023  | Claudia Goldin              | Américaine             | Pour avoir « fait progresser notre compréhension de la situation des femmes sur le marché du travail » | Ent.    |

### Portraits
Portraits des lauréates, dans l'ordre chronologique de réception avec l'année d'obtention du prix.

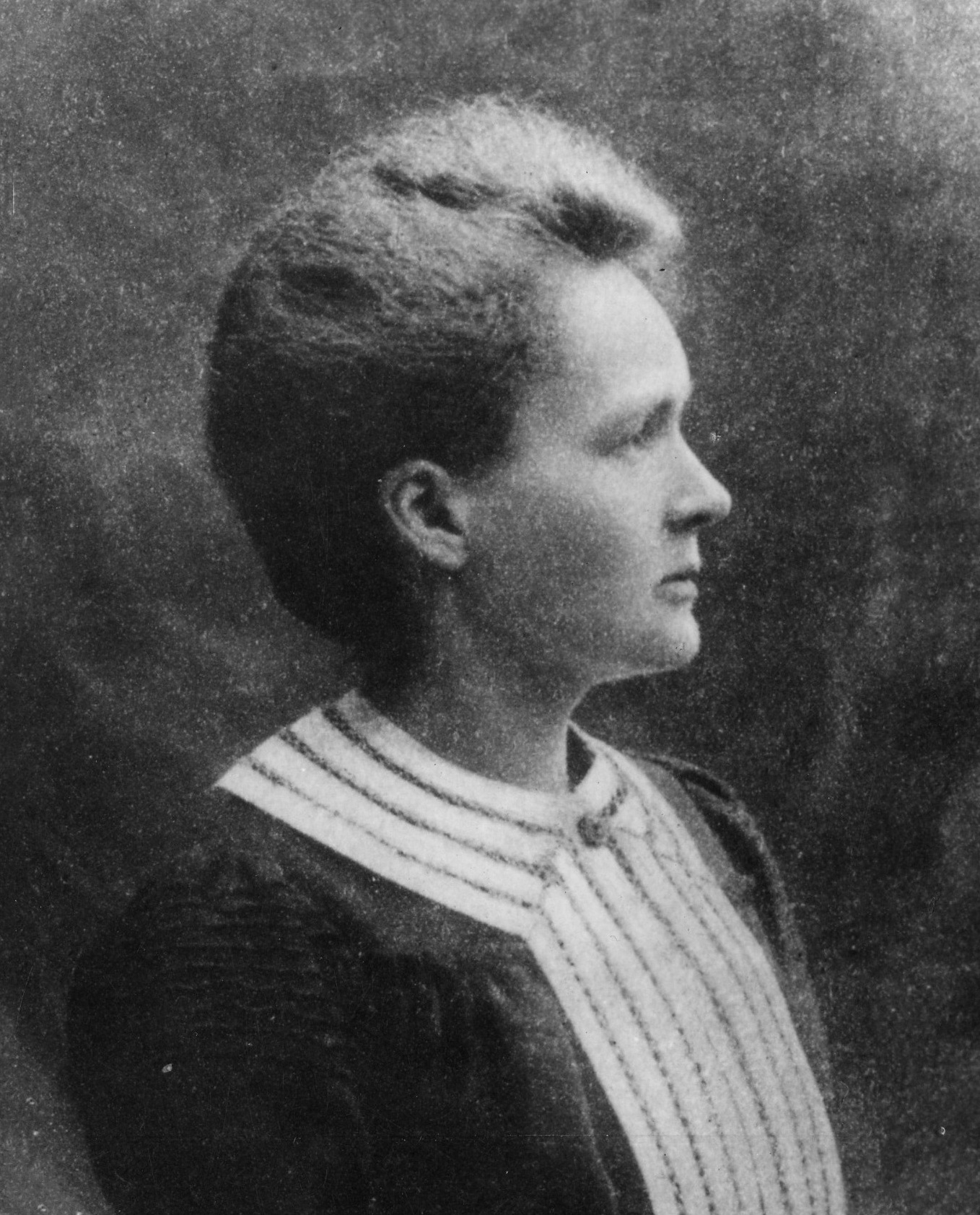
Marie Curie, 1903
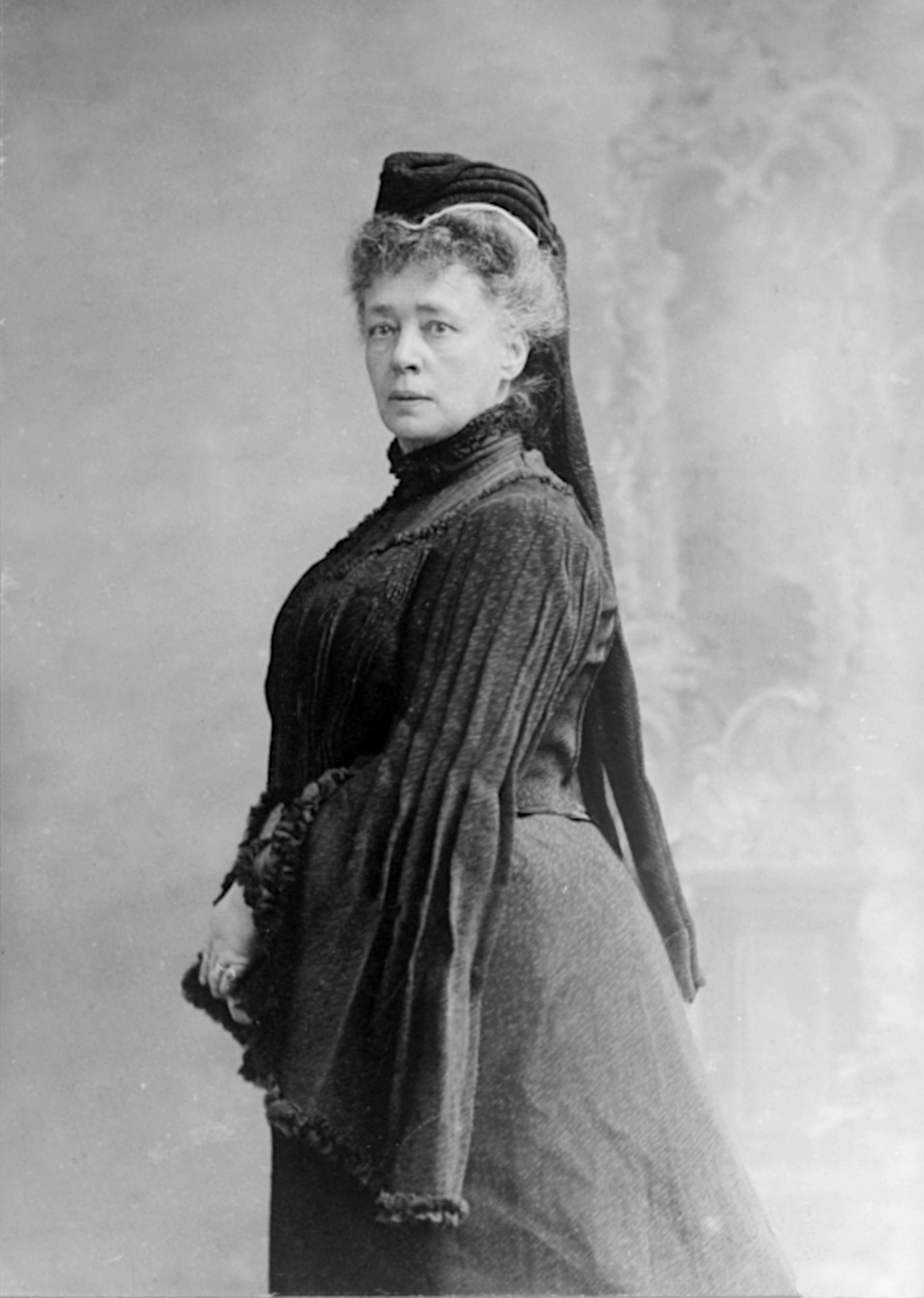
Bertha von Suttner, 1905
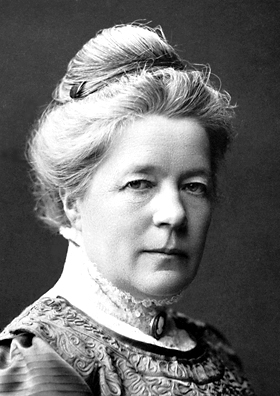
Selma Lagerlöf, 1909
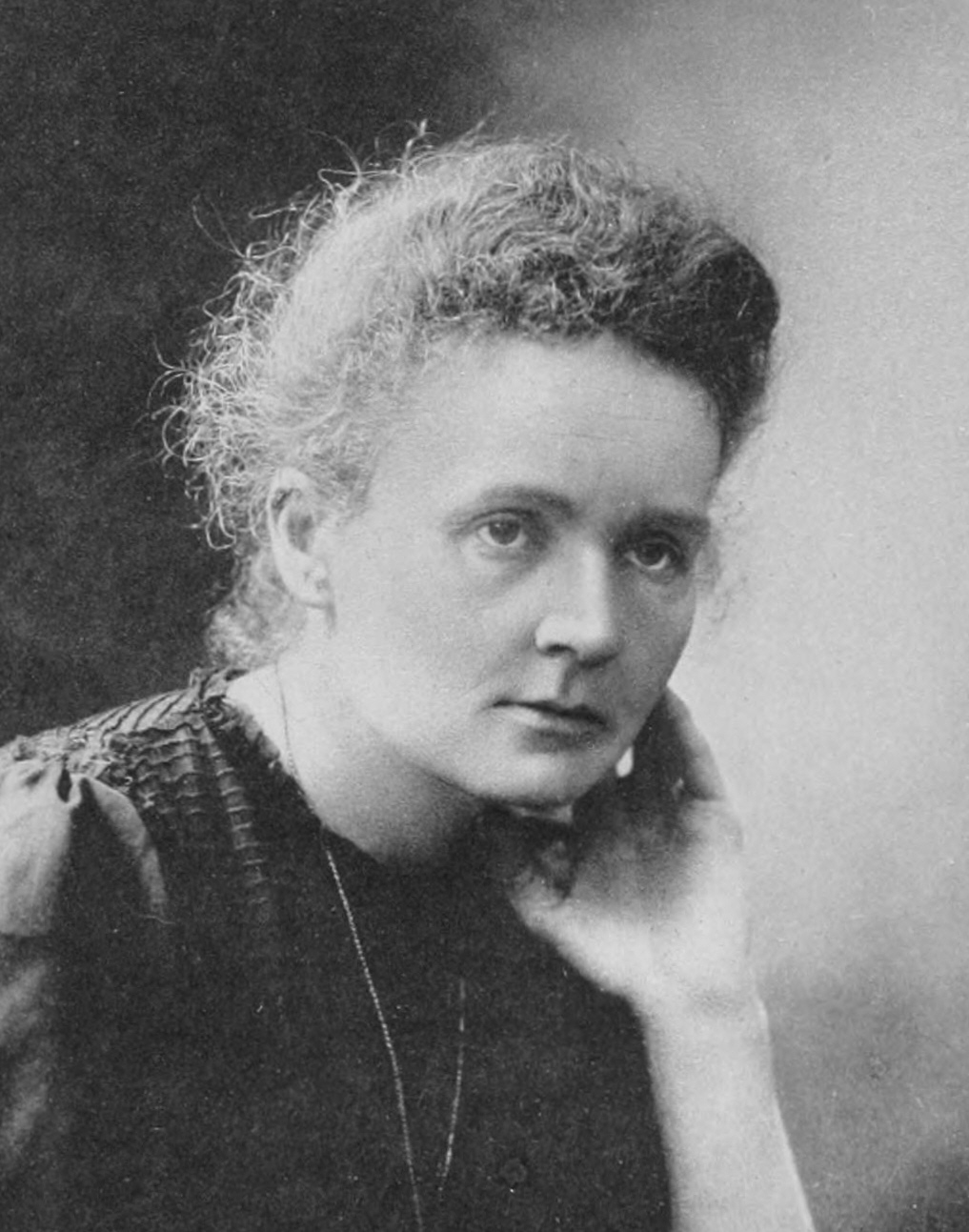
Marie Curie, 1911
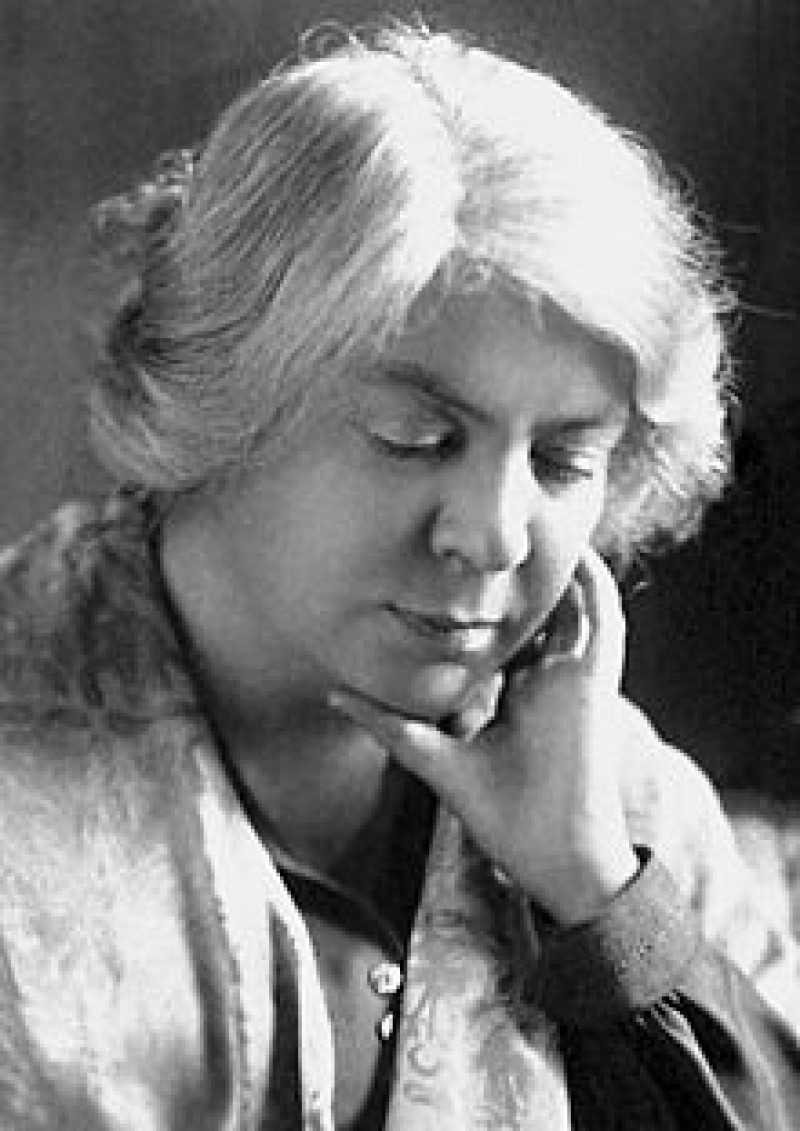
Grazia Deledda, 1926
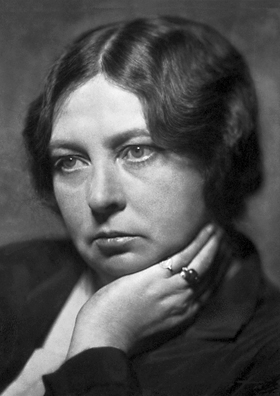
Sigrid Undset, 1928
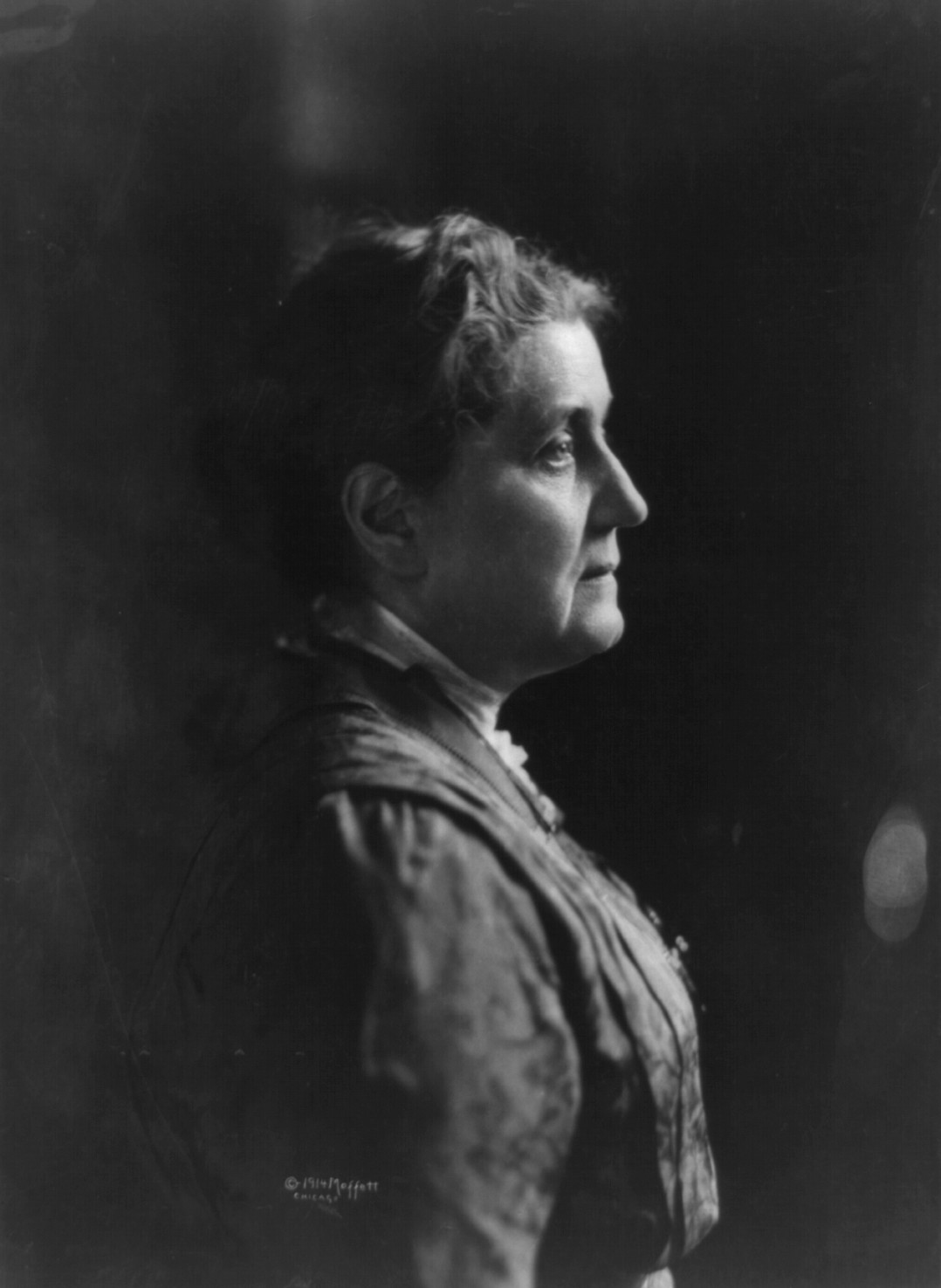
Jane Addams, 1931
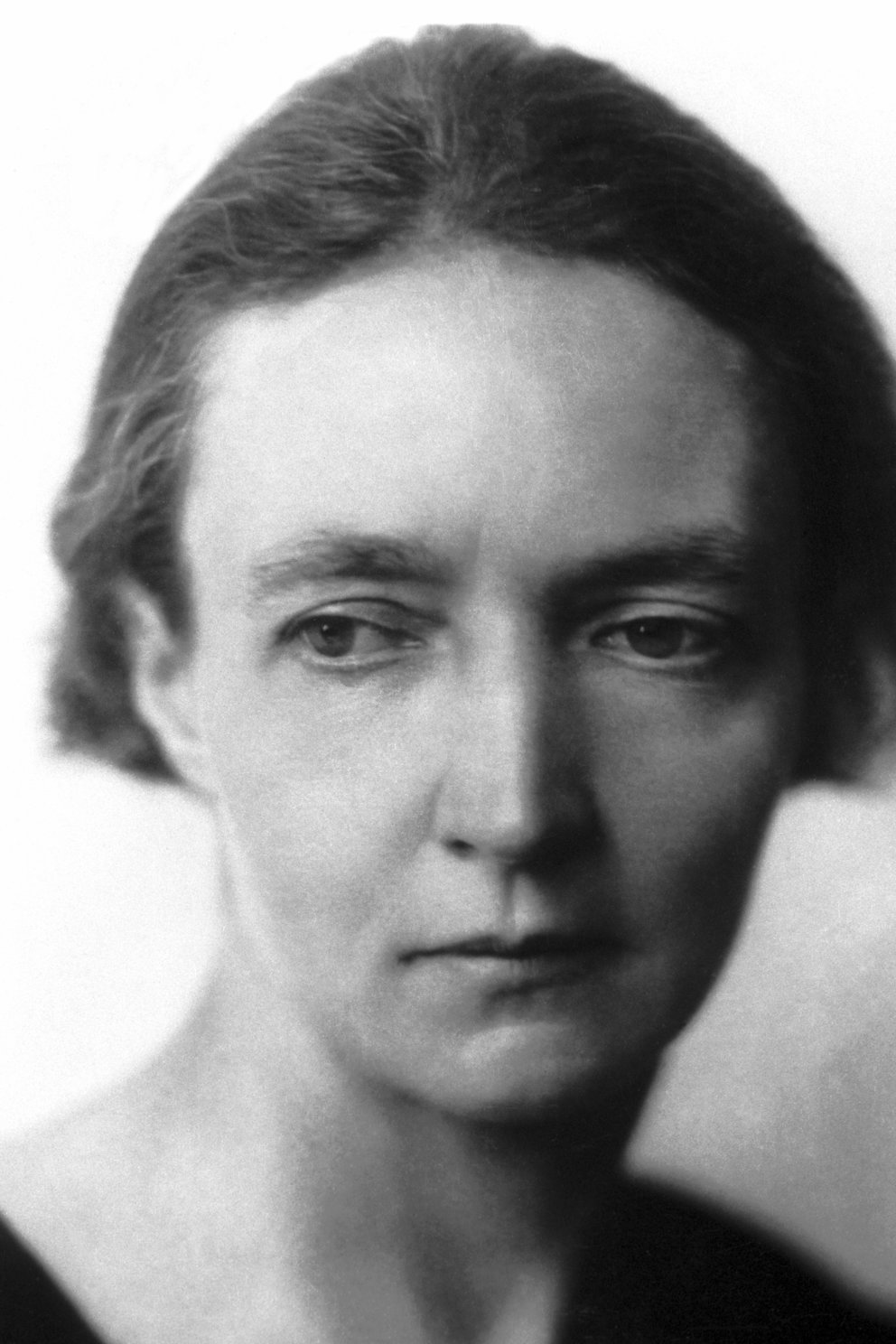
Irène Joliot-Curie, 1935
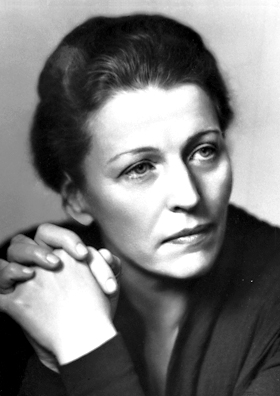
Pearl Buck, 1938
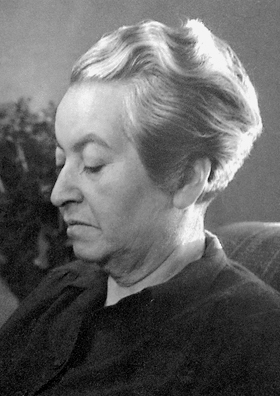
Gabriela Mistral, 1945
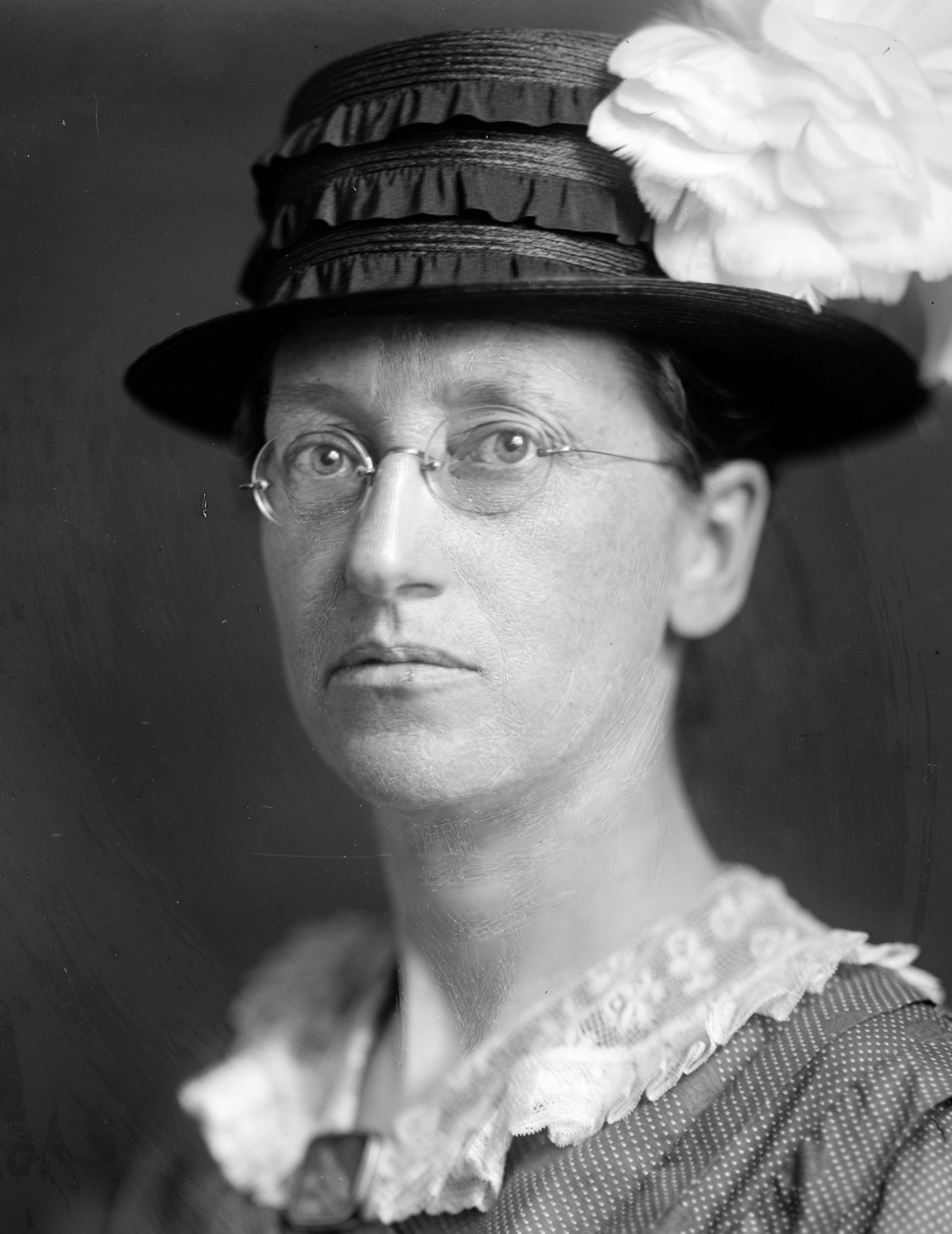
Emily Greene Balch, 1946
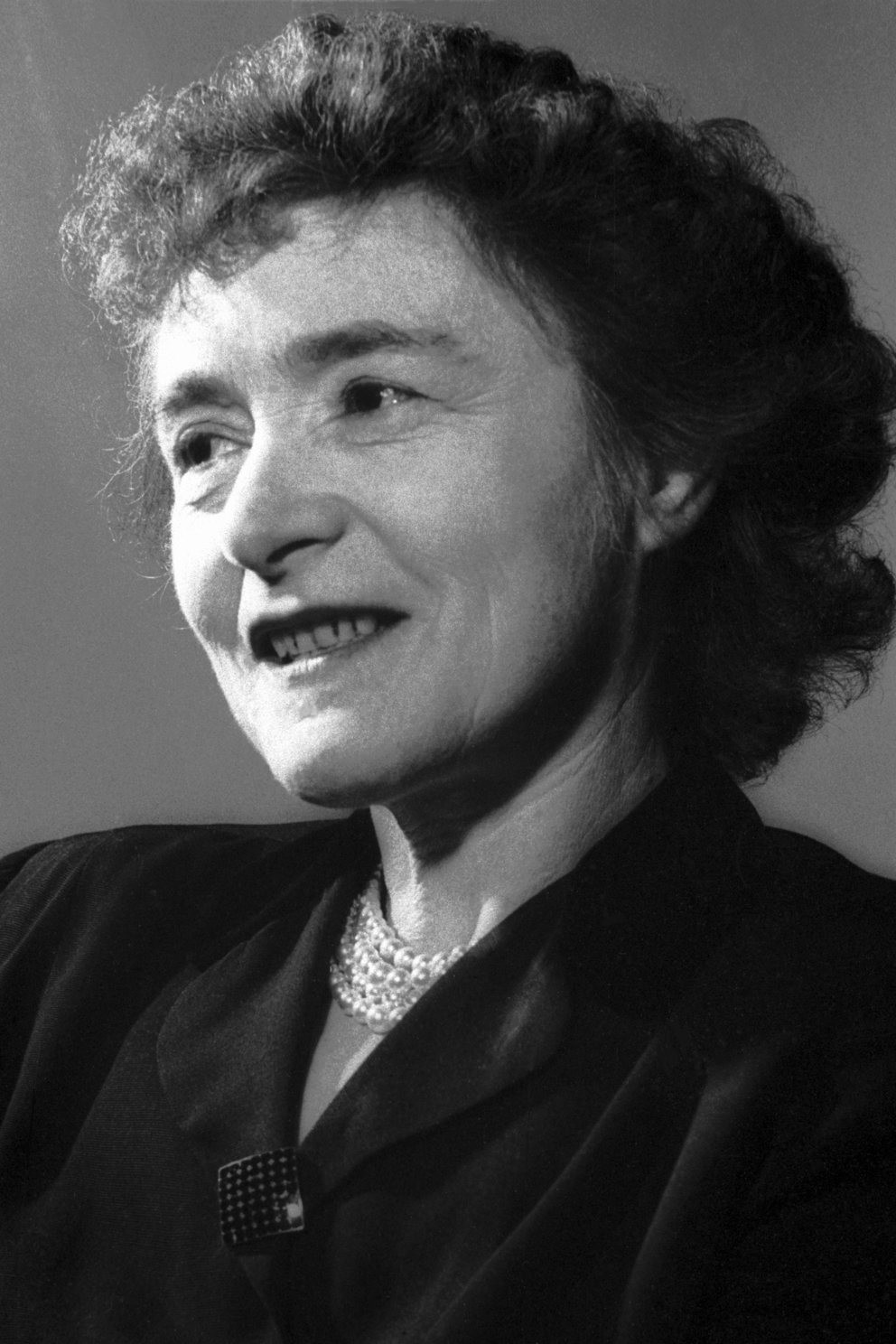
Gerty Theresa Cori, 1947
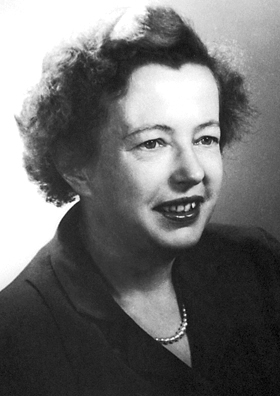
Maria Goeppert-Mayer, 1963
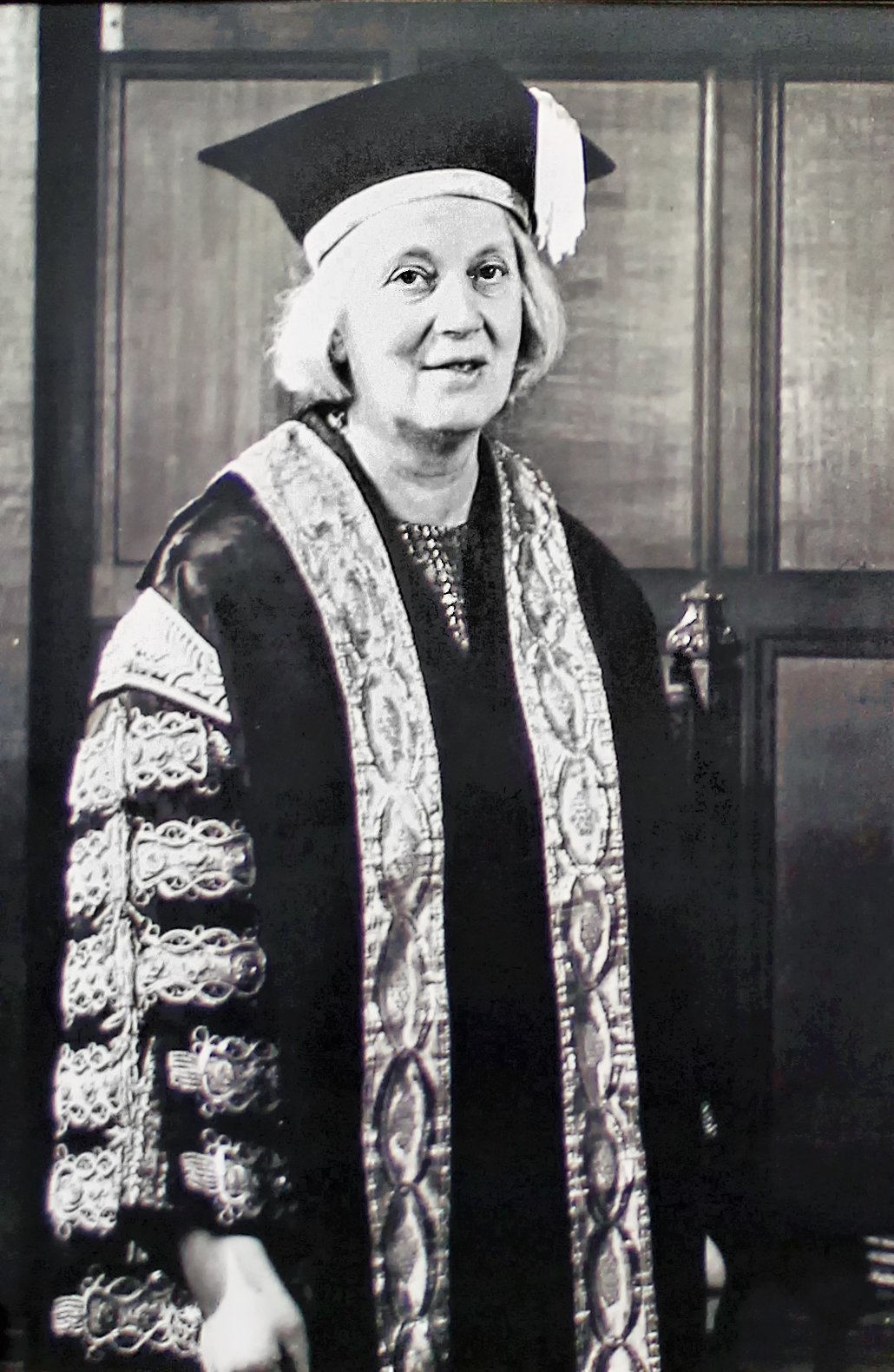
Dorothy Crowfoot Hodgkin, 1964
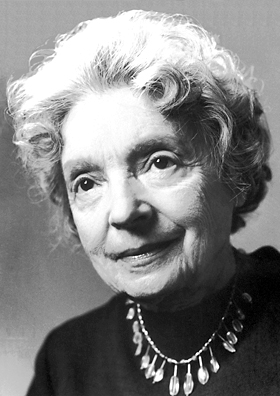
Nelly Sachs, 1966
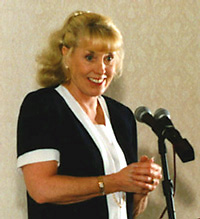
Betty Williams, 1976
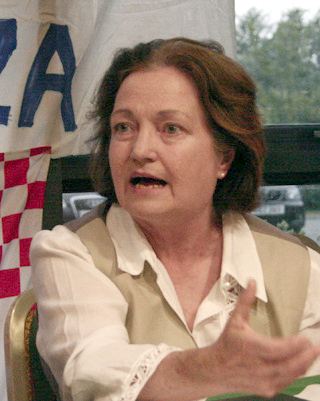
Mairead Corrigan, 1976
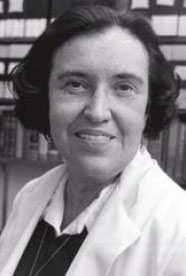
Rosalyn Yalow, 1977
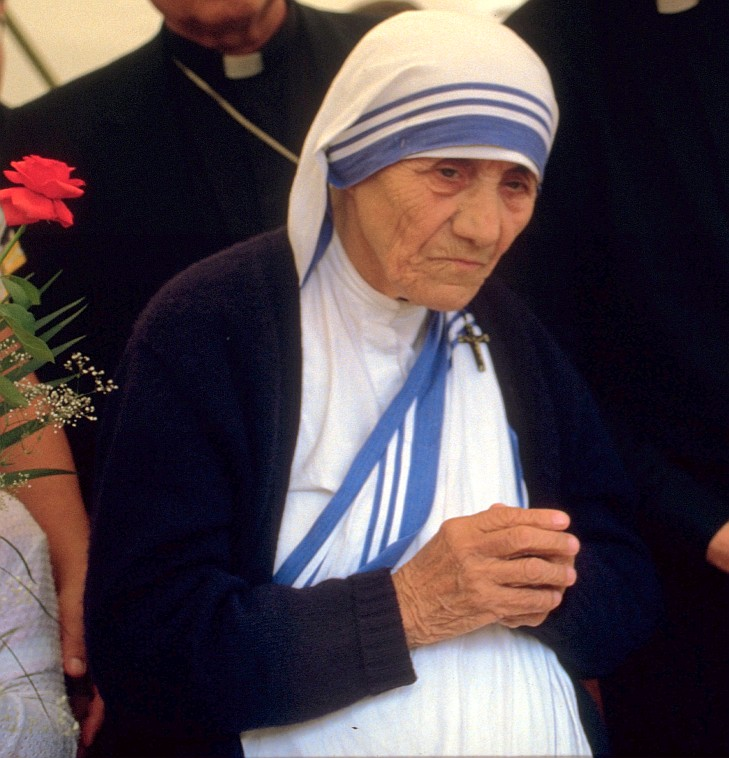
Mère Teresa, 1979
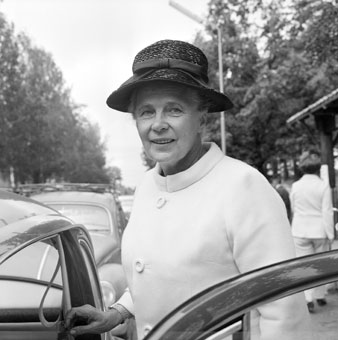
Alva Reimer Myrdal, 1982
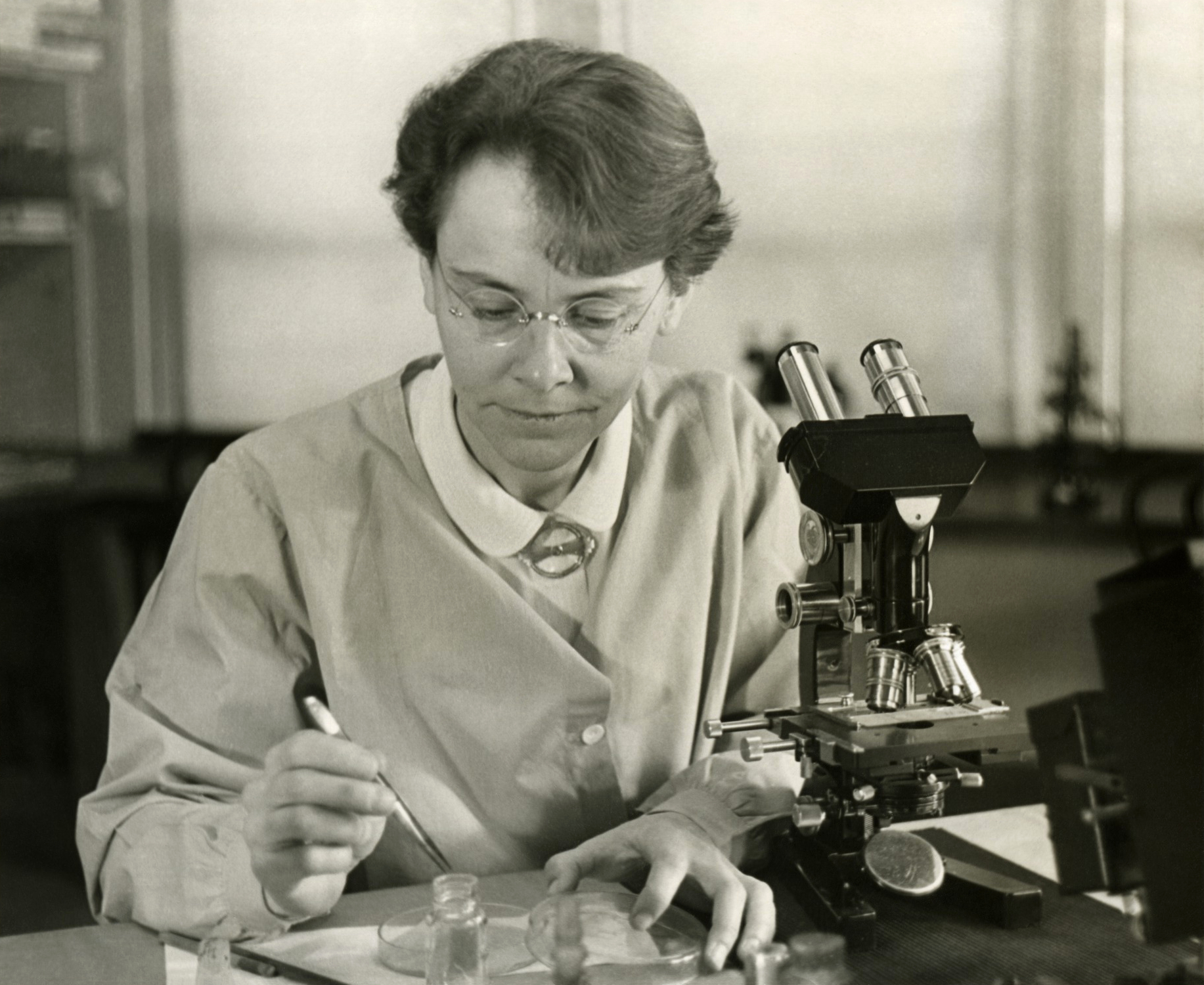
Barbara McClintock, 1983
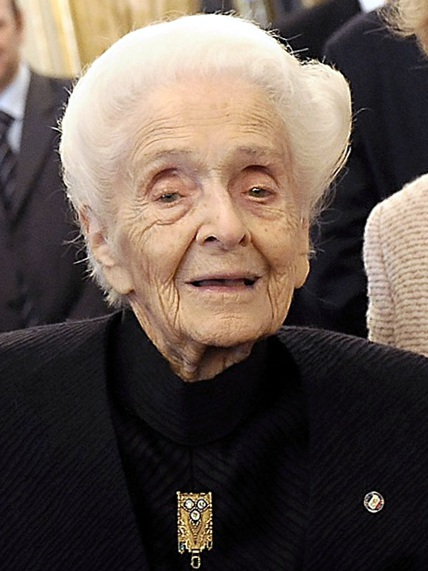
Rita Levi-Montalcini, 1986
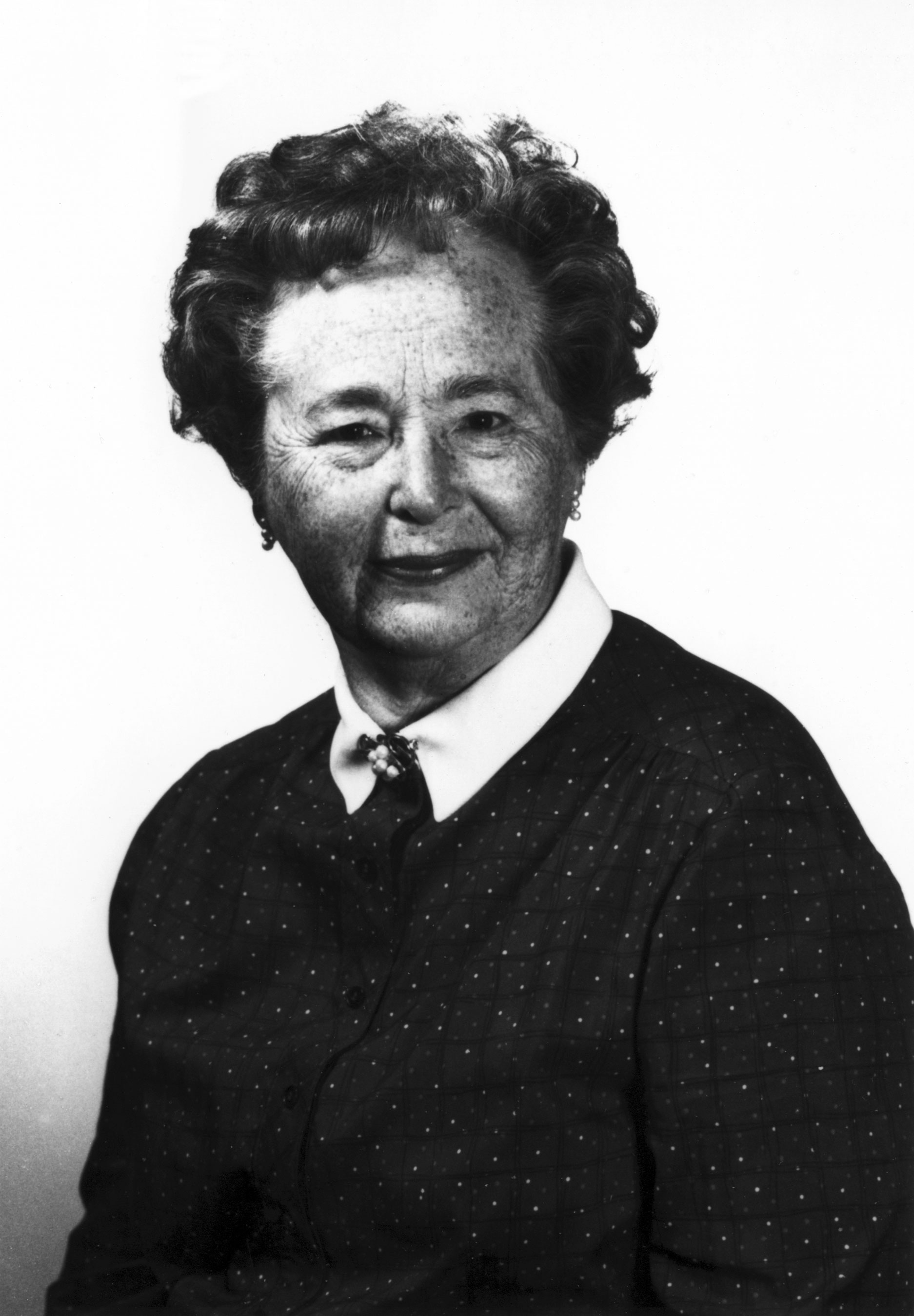
Gertrude Elion, 1988
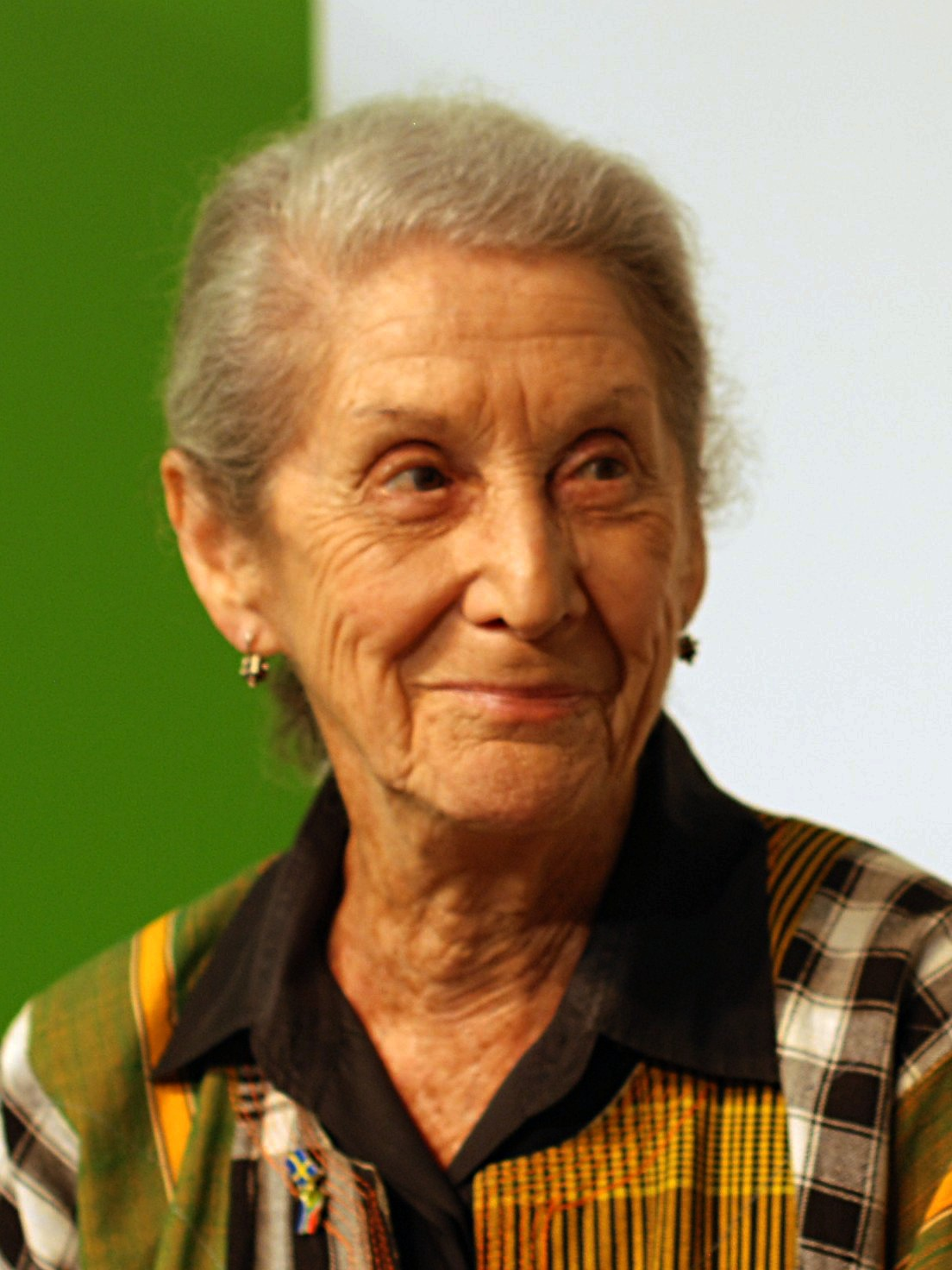
Nadine Gordimer, 1991
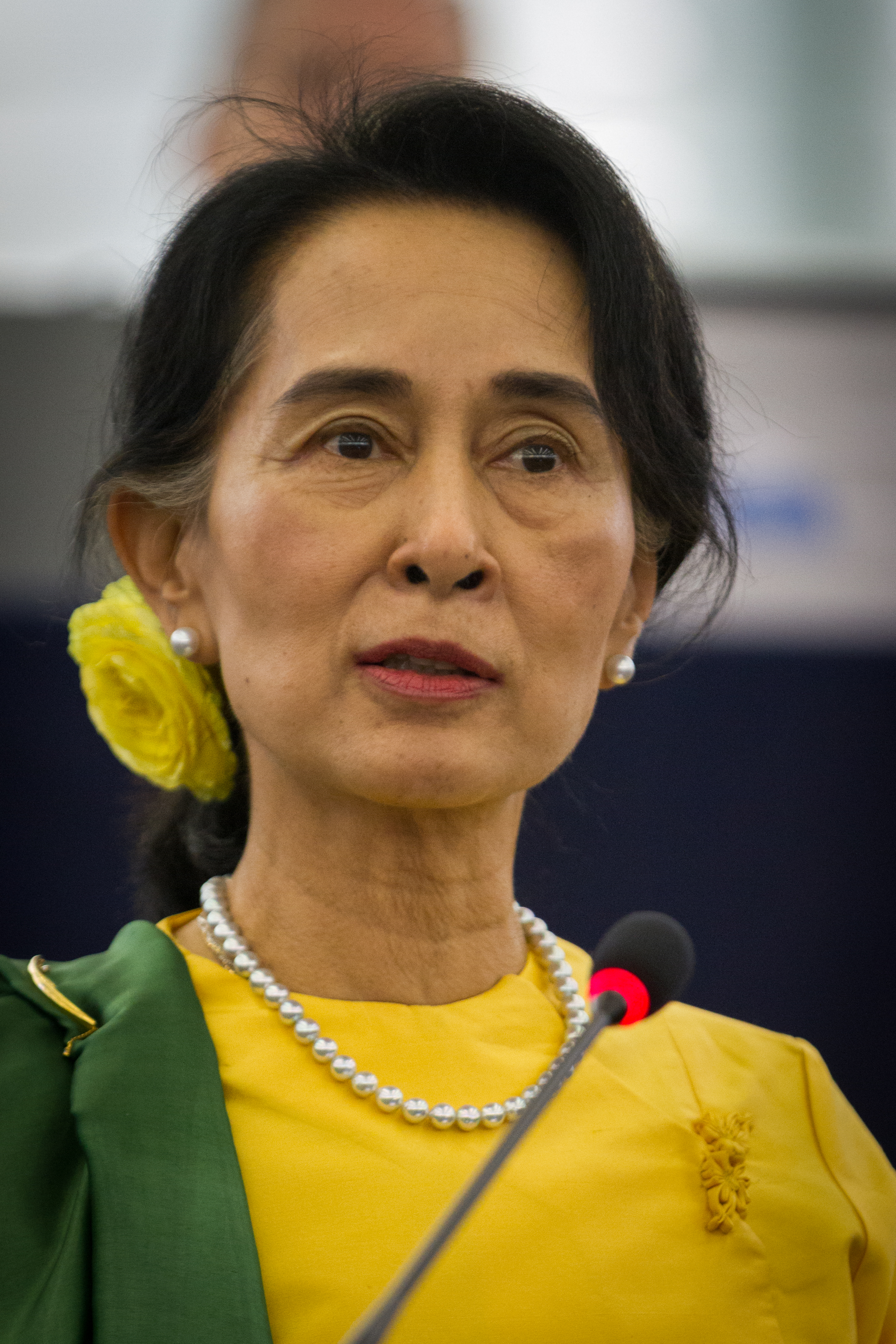
Aung San Suu Kyi, 1991
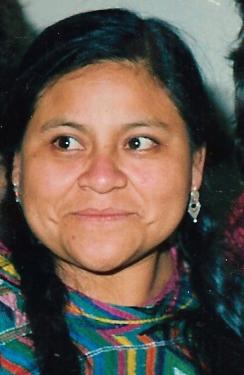
Rigoberta Menchú, 1992
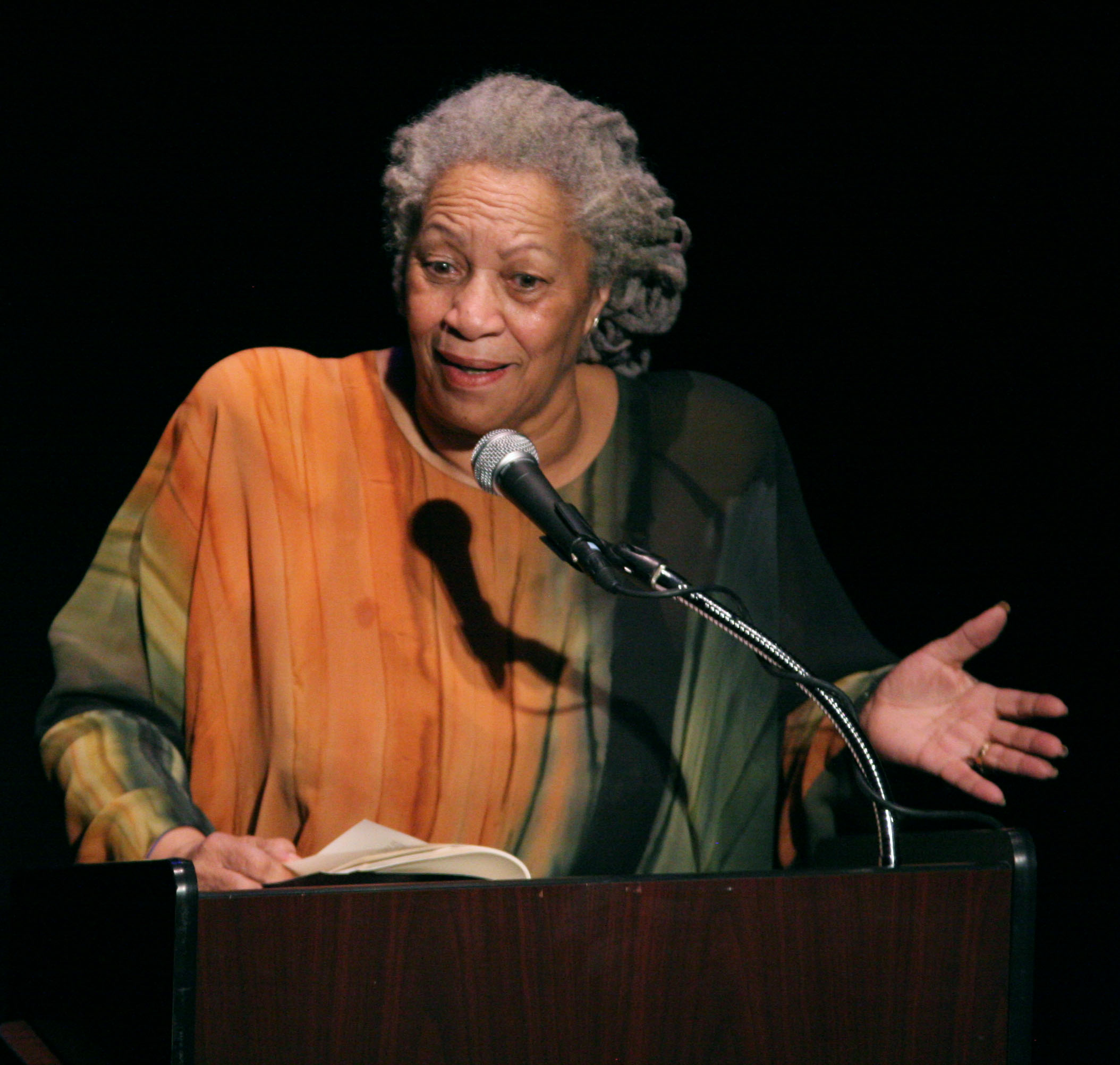
Toni Morrison, 1993
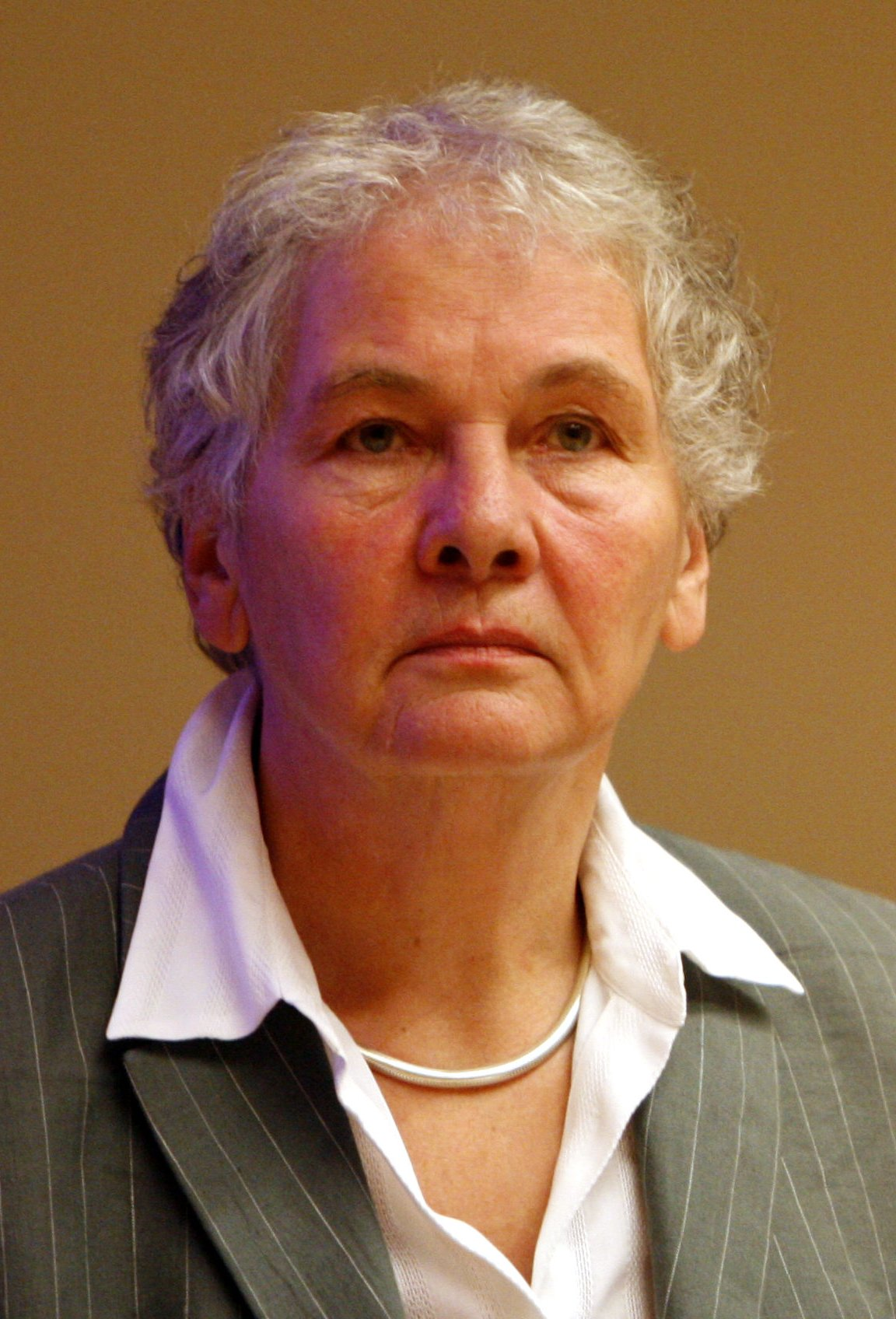
Christiane Nüsslein-Volhard, 1995
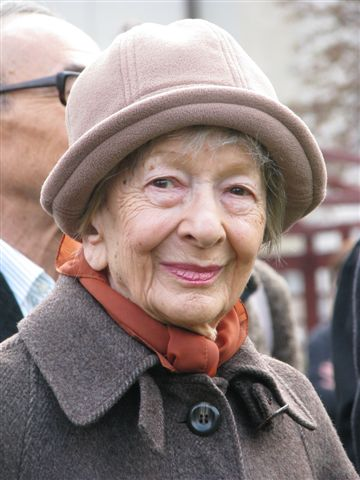
Wisława Szymborska, 1996
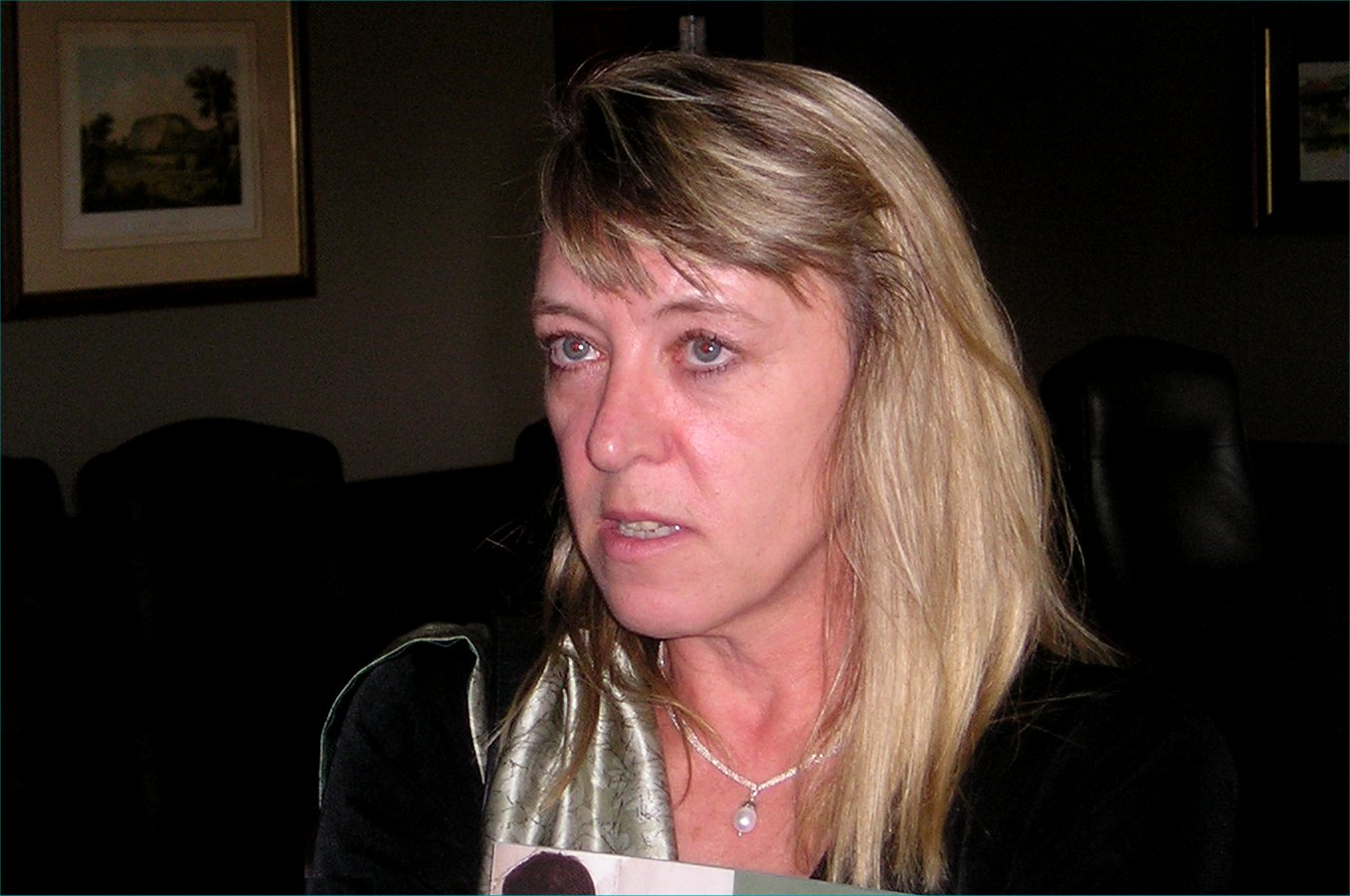
Jody Williams, 1997
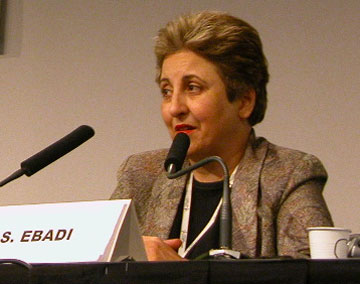
Shirin Ebadi, 2003
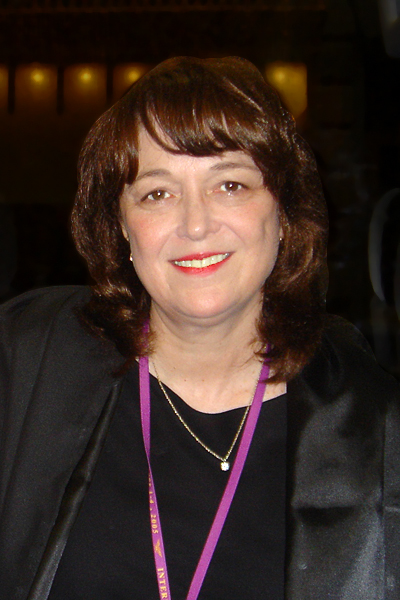
Linda B. Buck, 2004
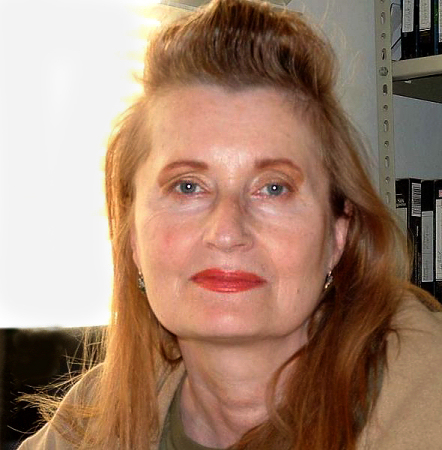
Elfriede Jelinek, 2004
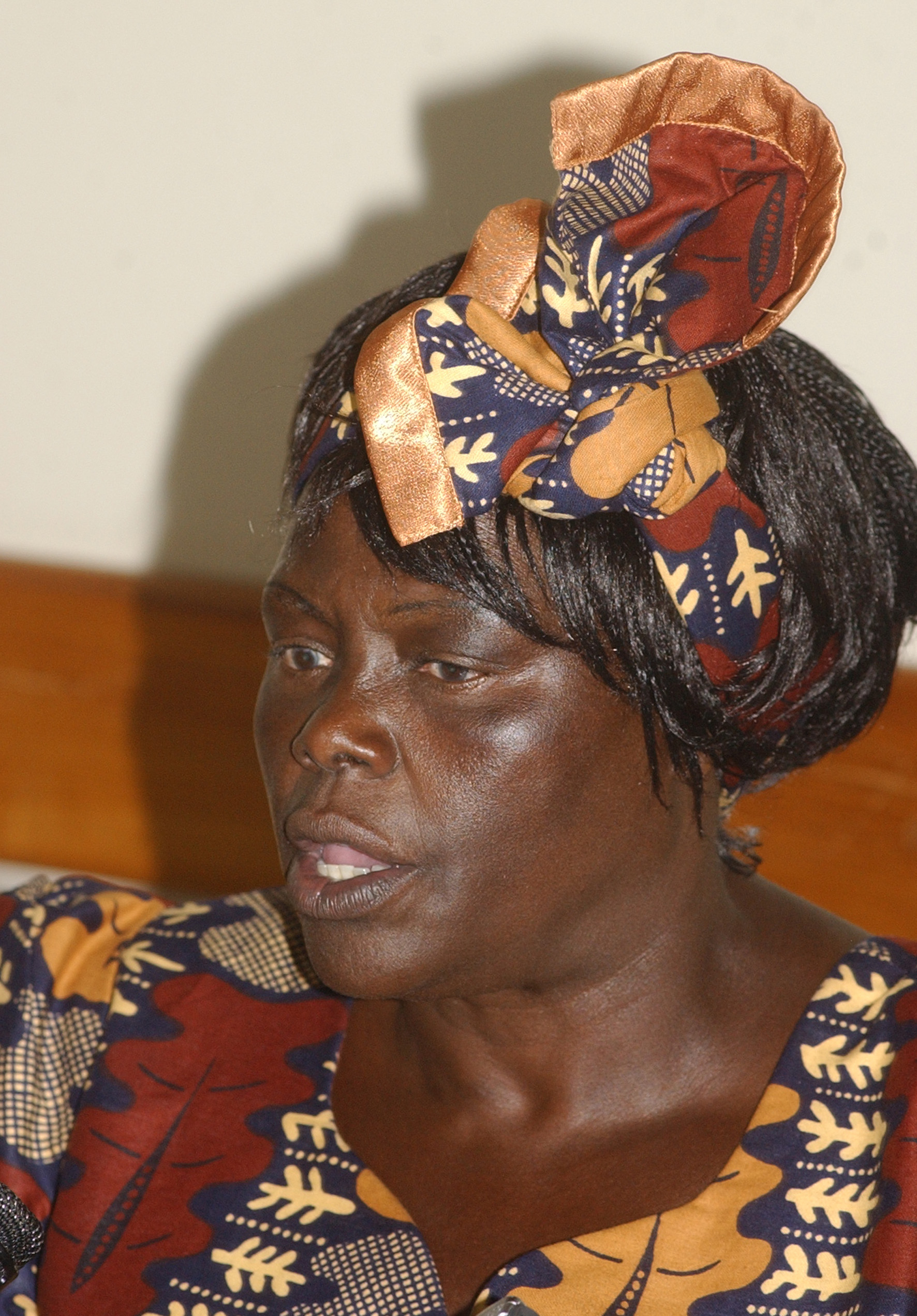
Wangari Muta Maathai, 2004
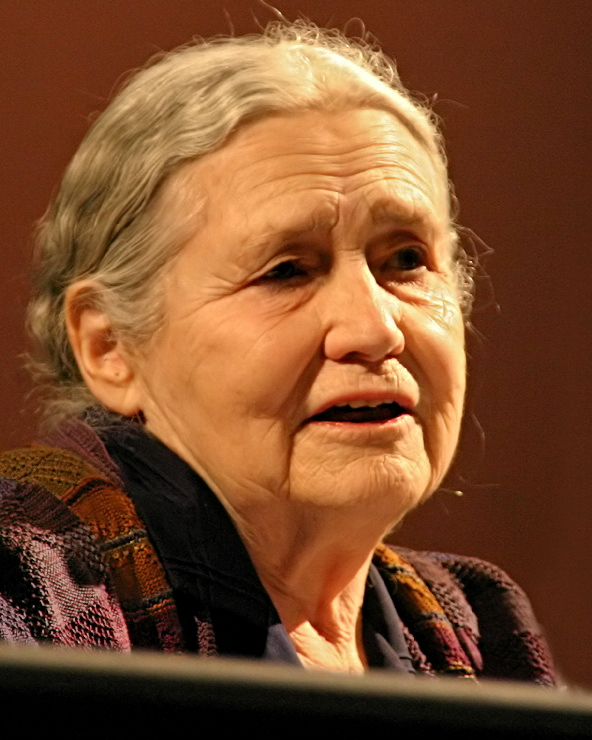
Doris Lessing, 2007
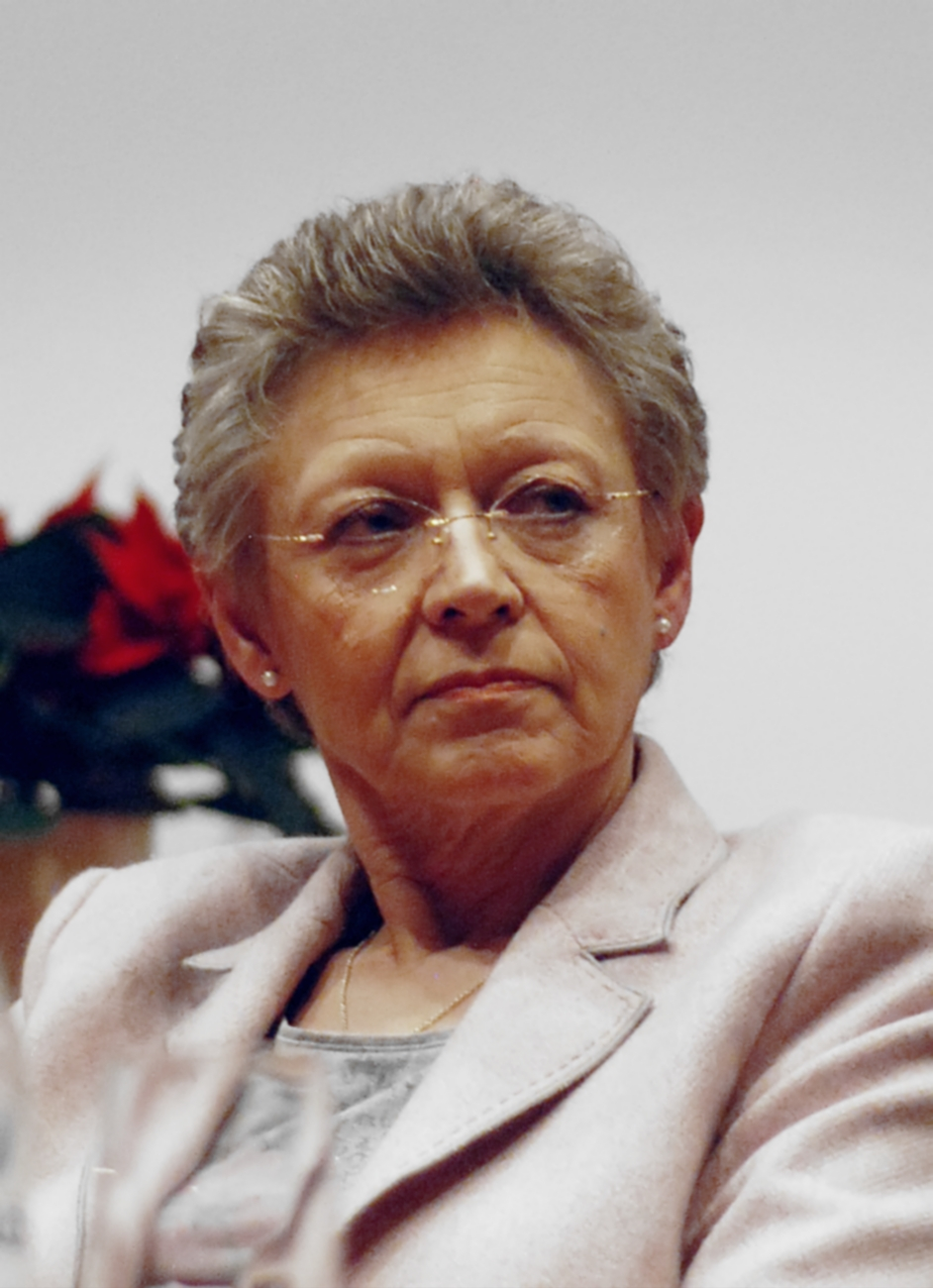
Françoise Barré-Sinoussi, 2008
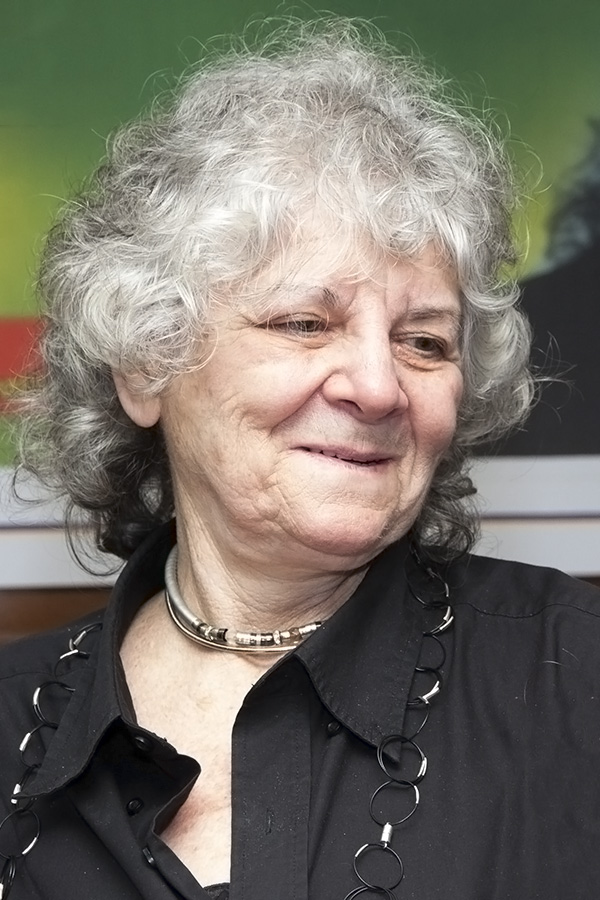
Ada Yonath, 2009
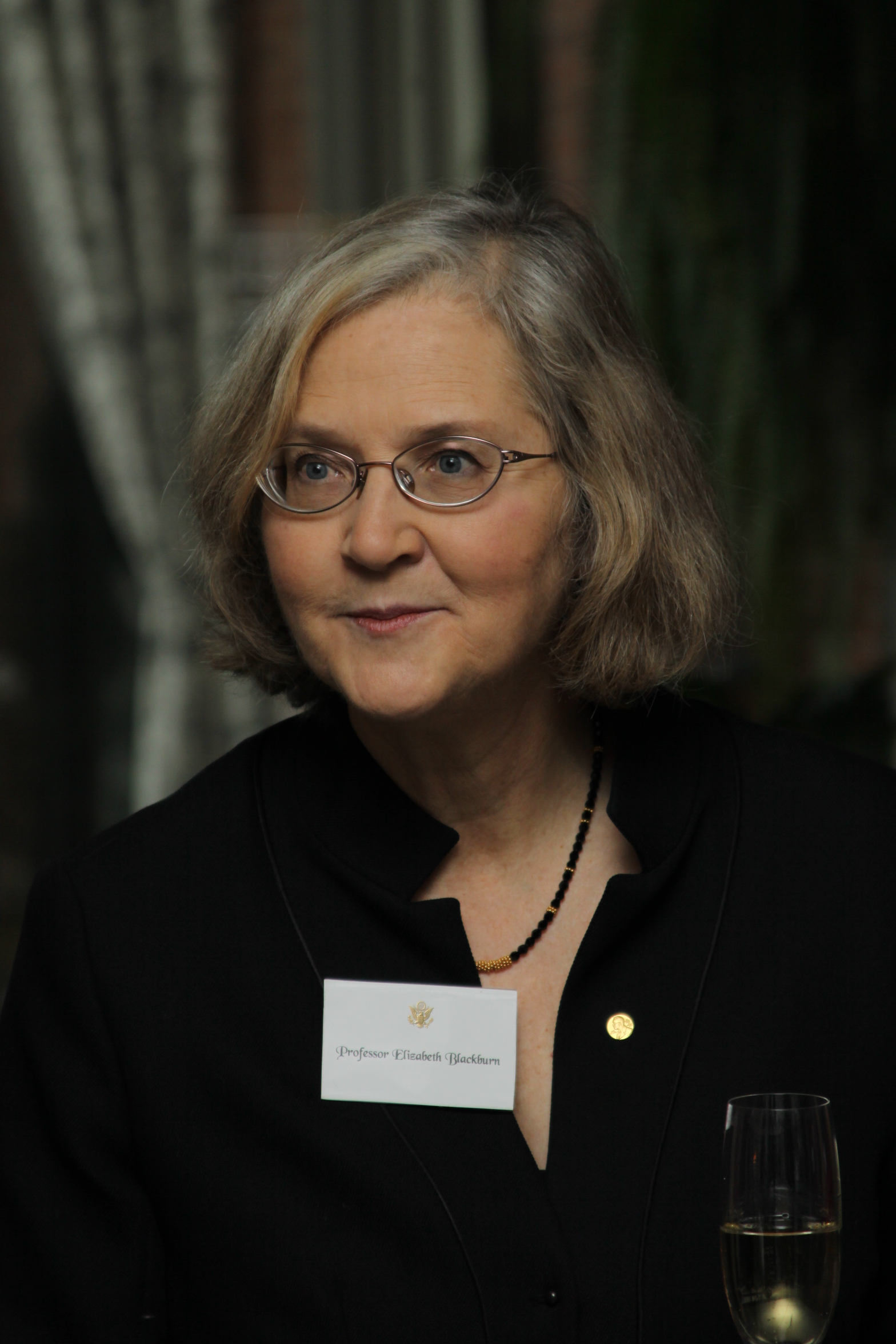
Elizabeth Blackburn, 2009
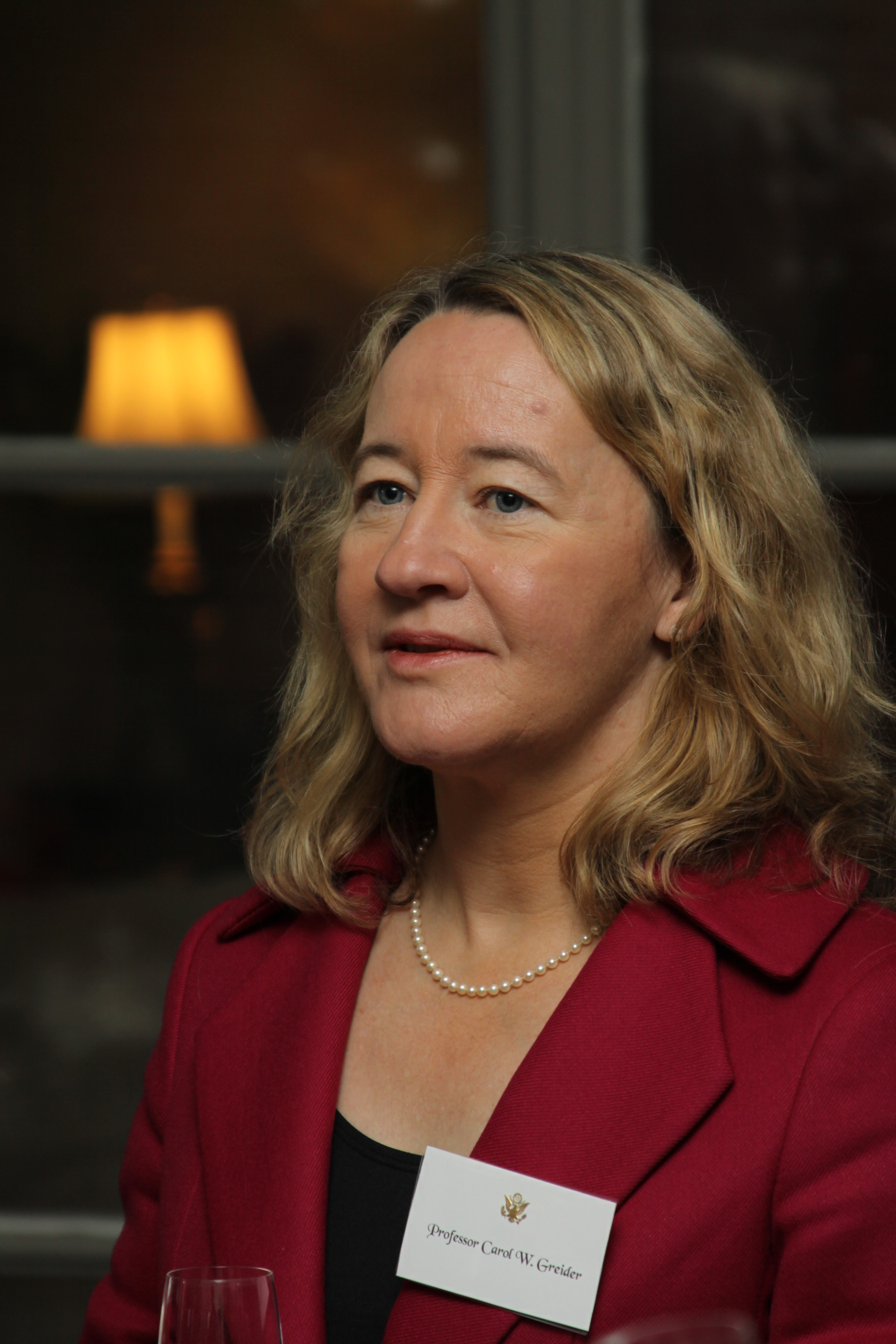
Carol Greider, 2009
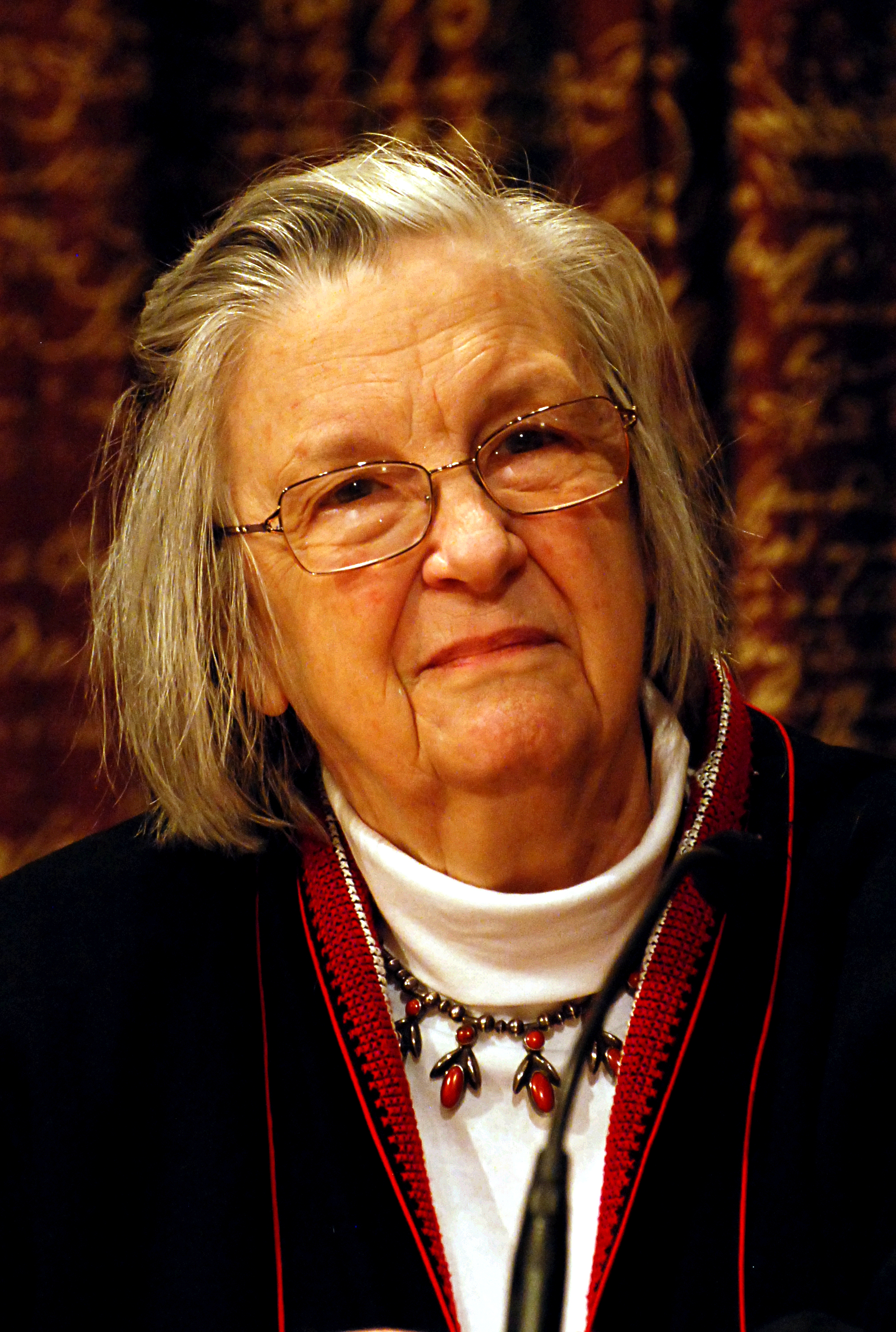
Elinor Ostrom, 2009
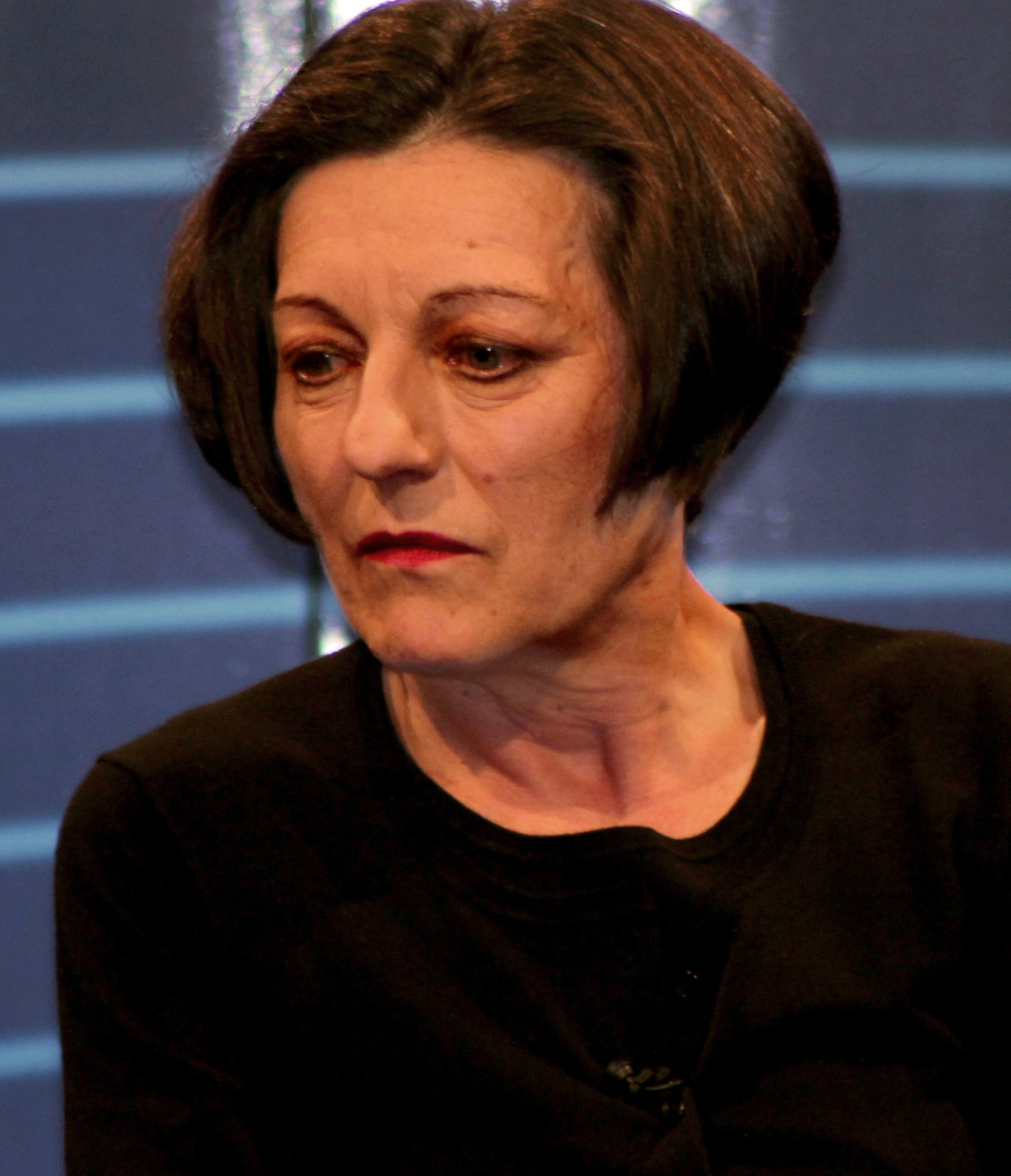
Herta Müller, 2009
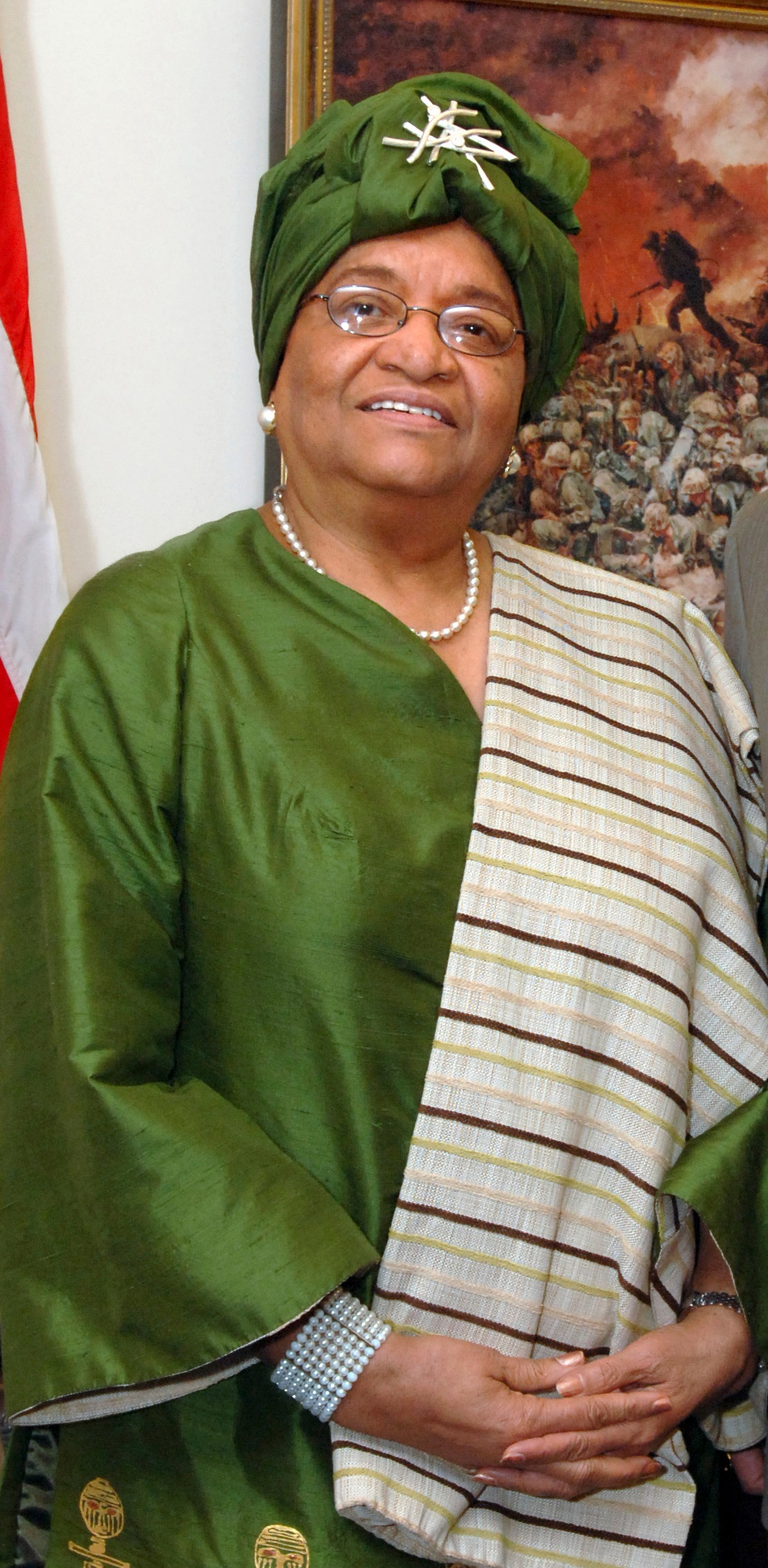
Ellen Johnson Sirleaf, 2011
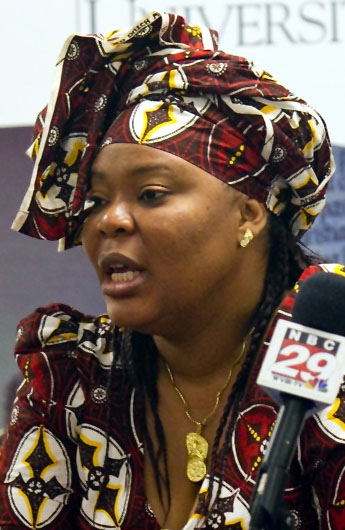
Leymah Gbowee, 2011
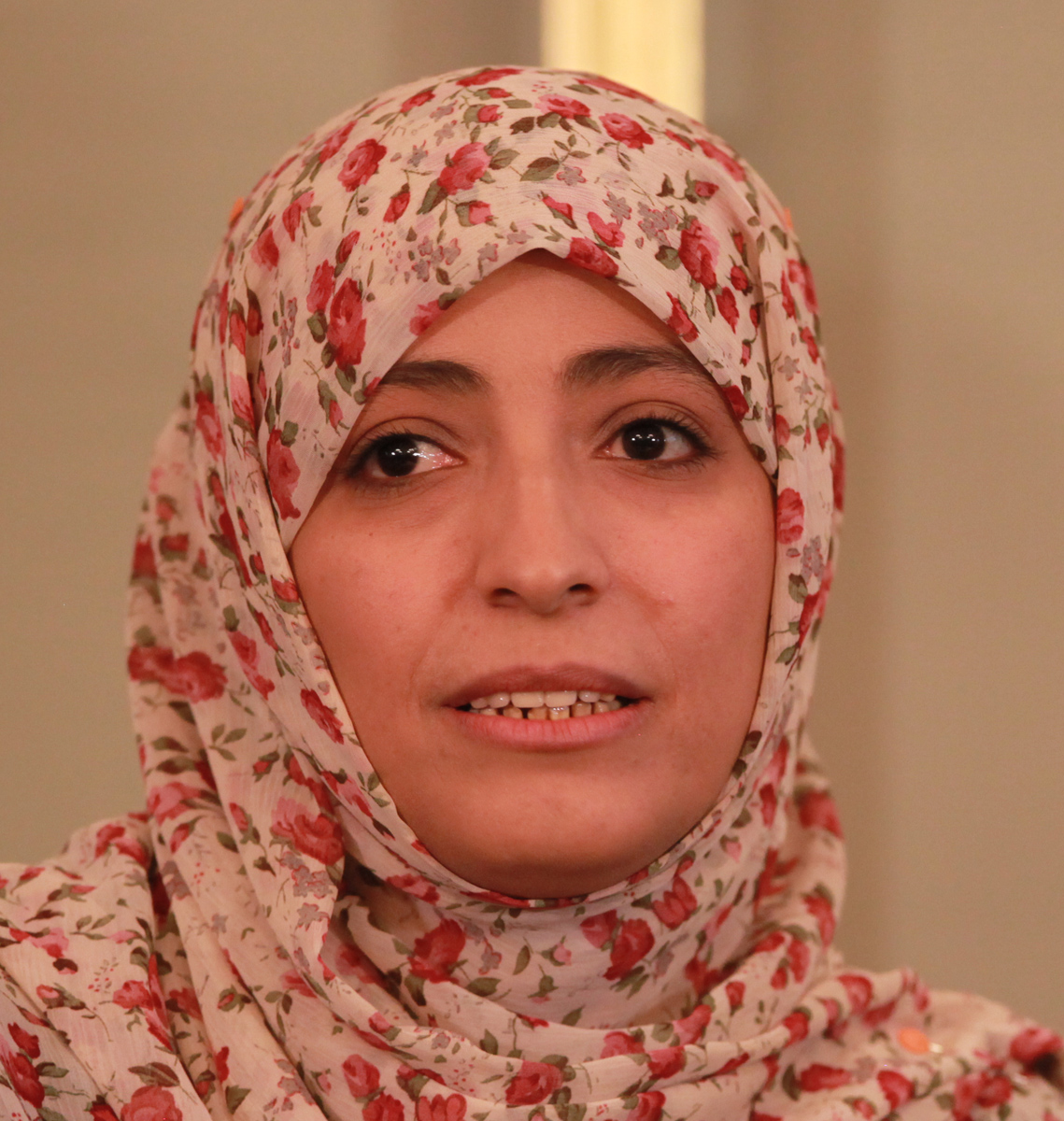
Tawakkul Karman, 2011
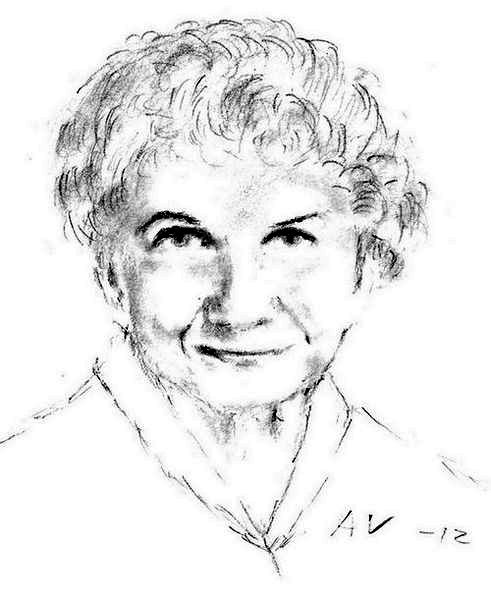
Alice Munro, 2013
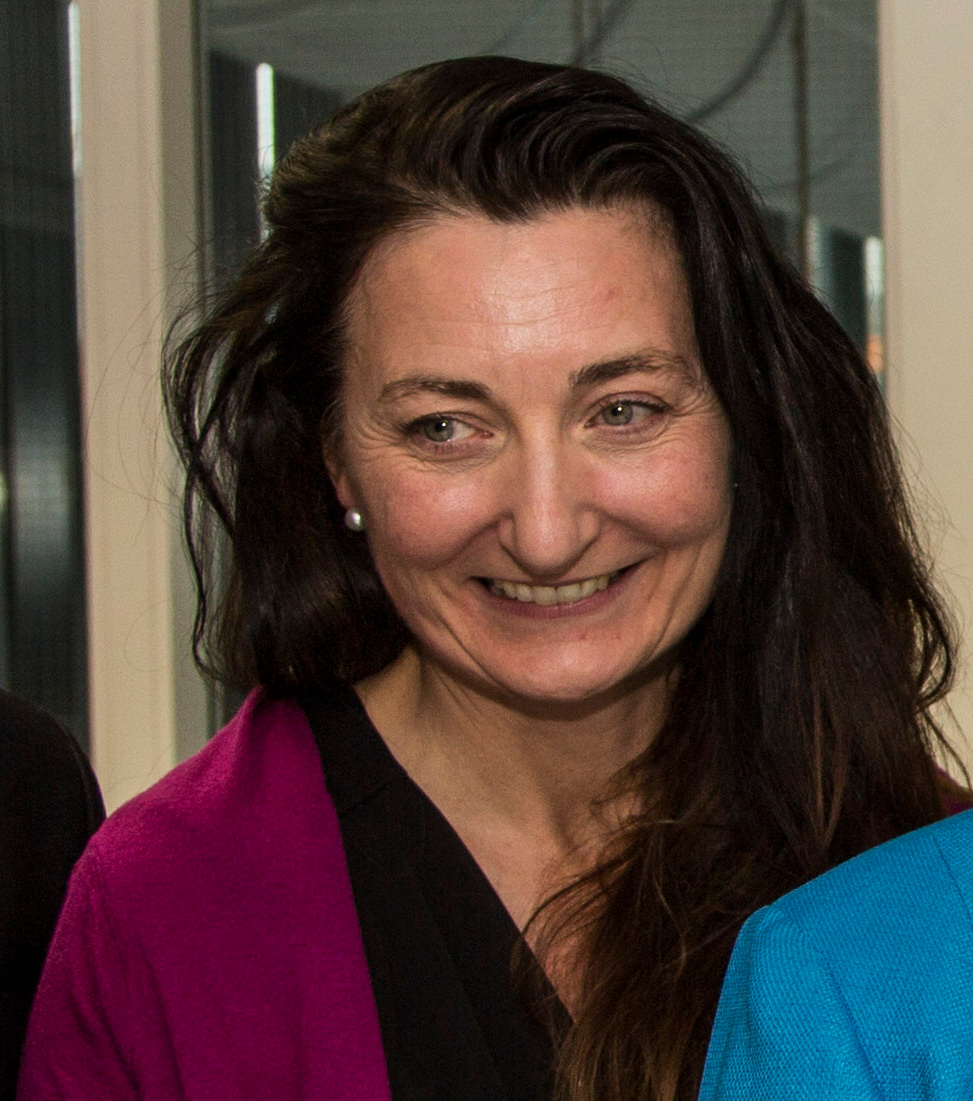
May-Britt Moser, 2014
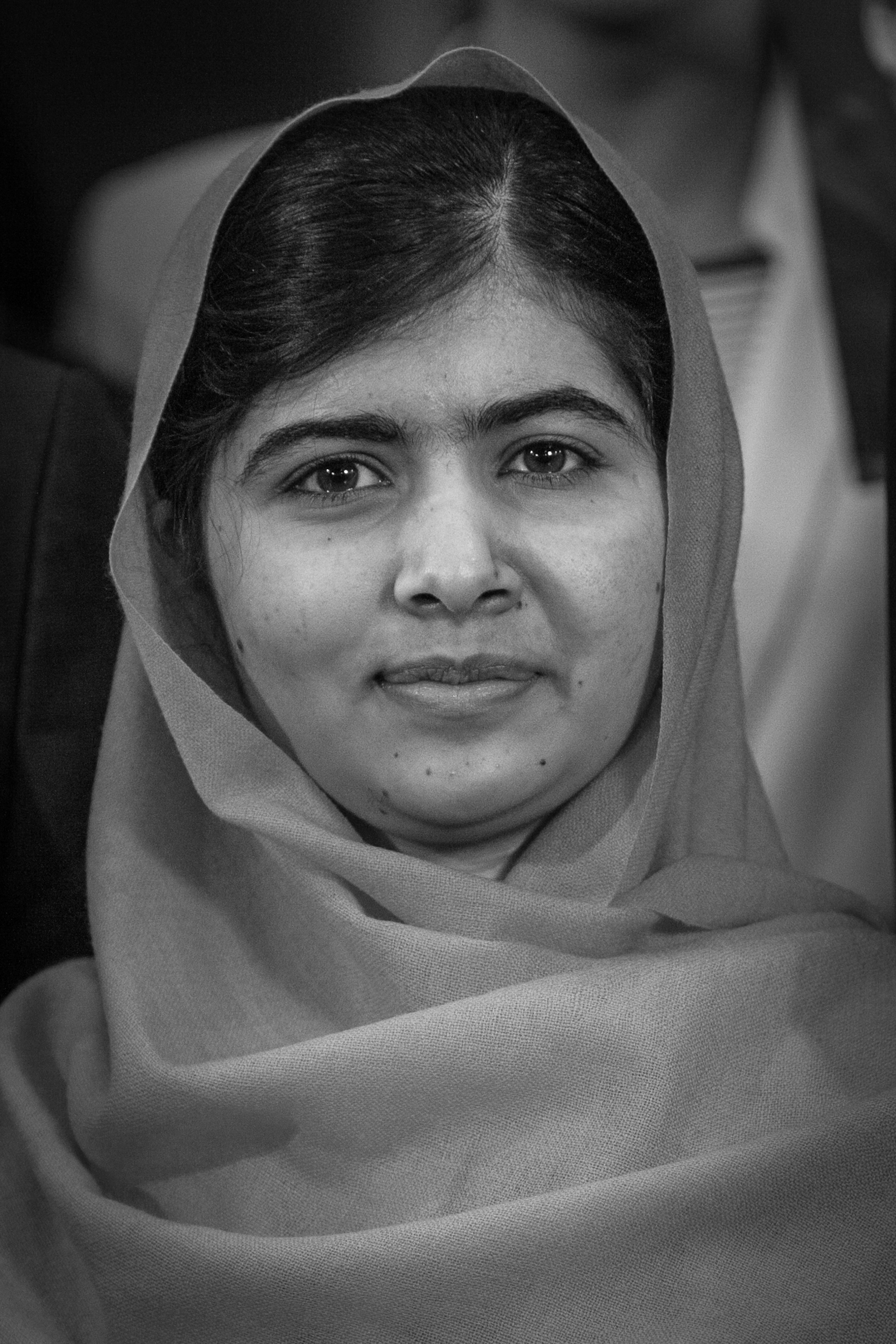
Malala Yousafzai, 2014
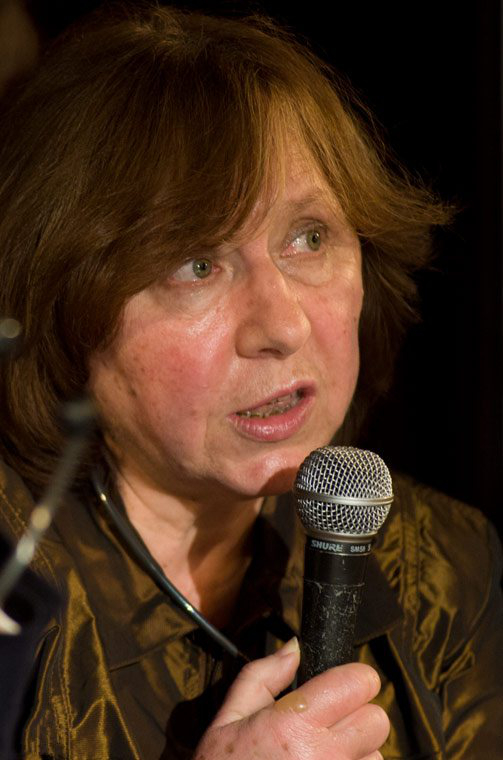
Svetlana Aleksievitch, 2015
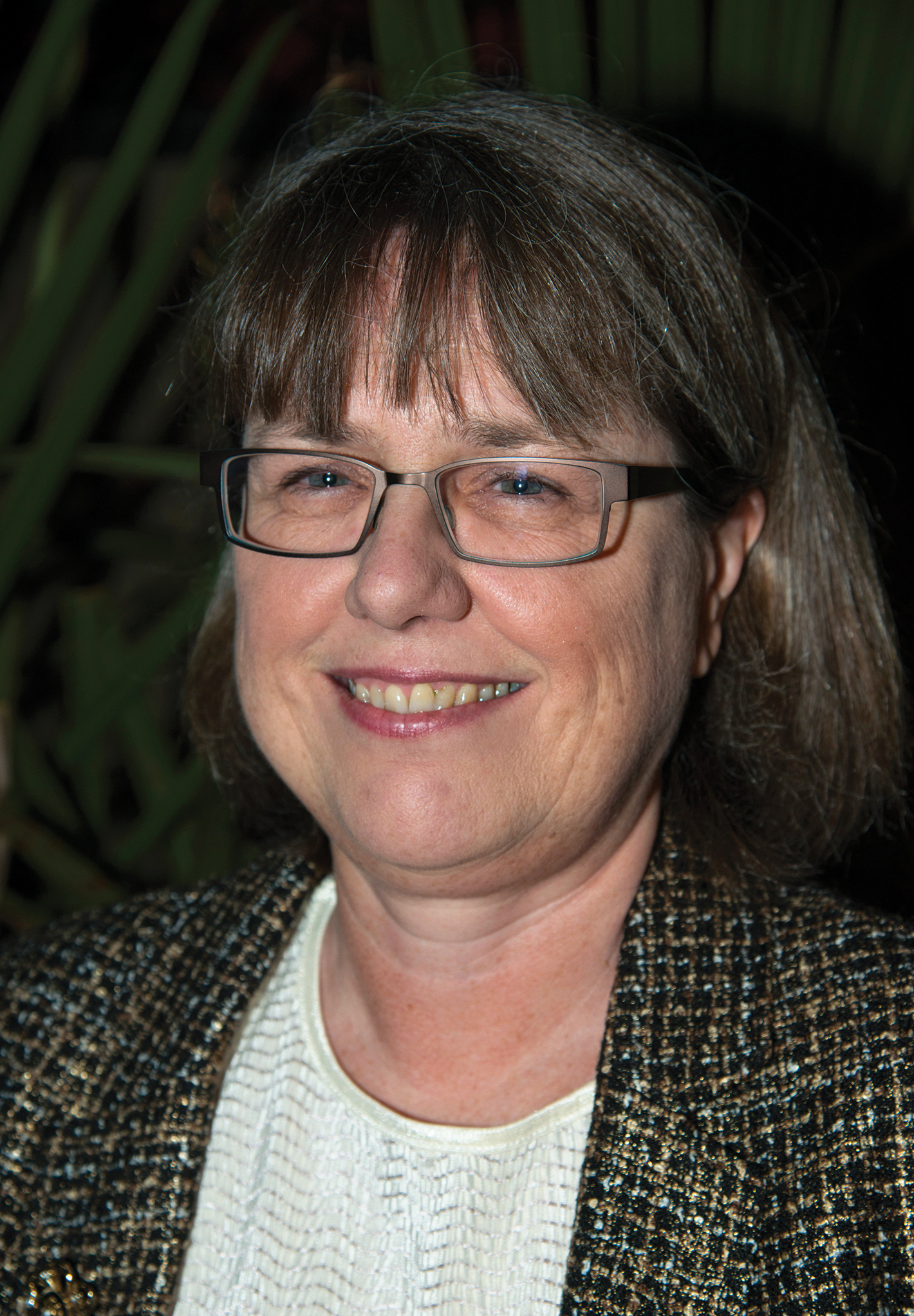
Donna Strickland, 2018
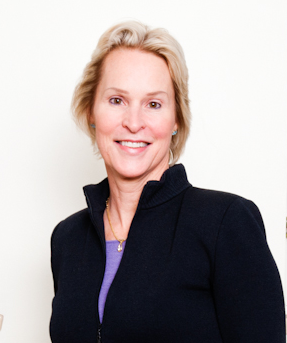
Frances Arnold, 2018
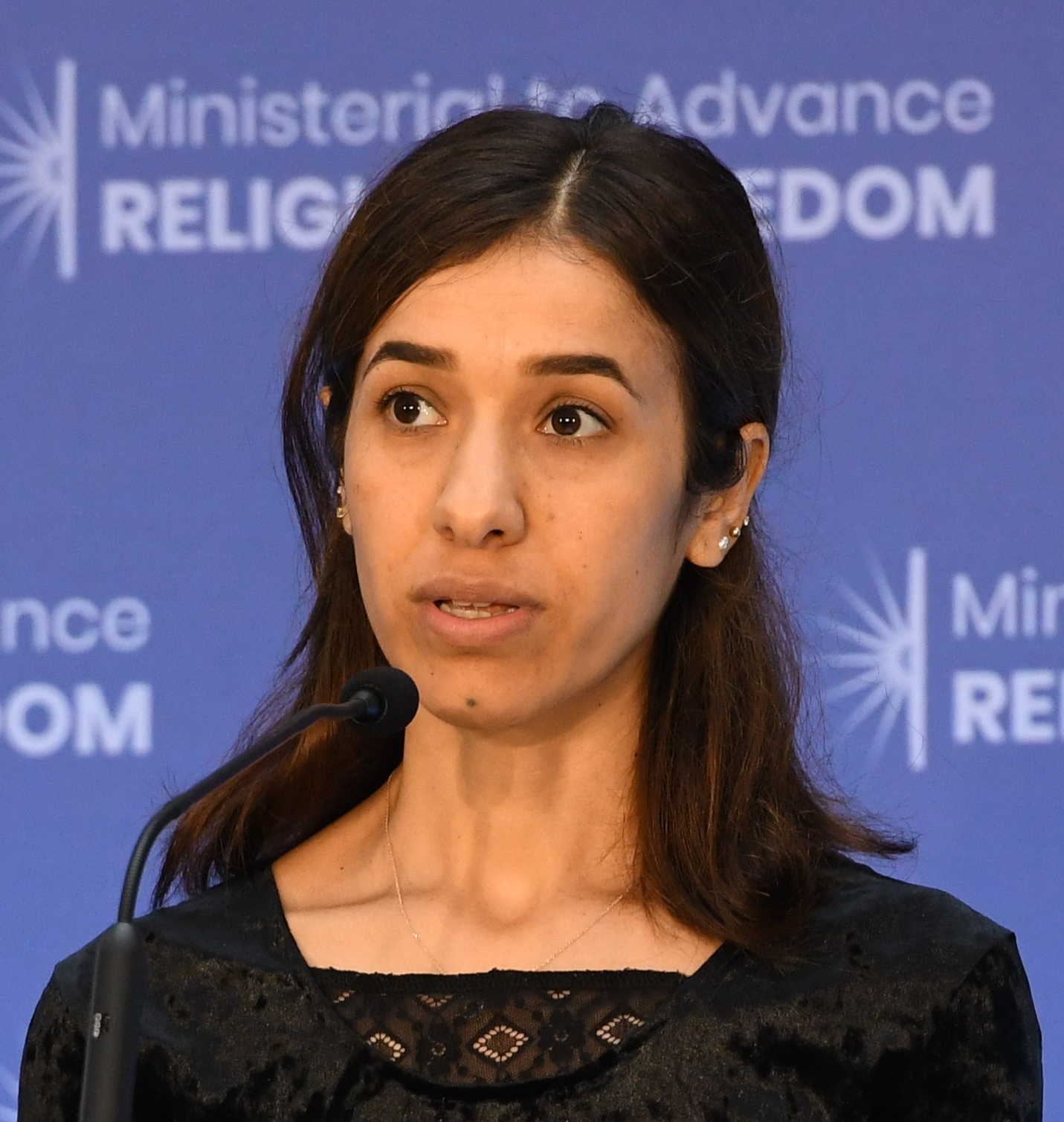
Nadia Murad, 2018
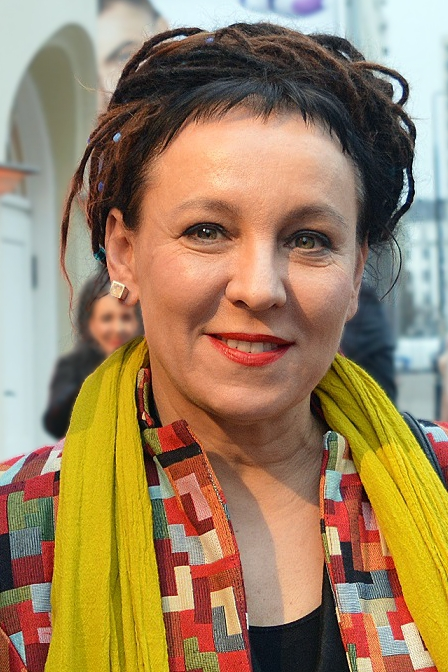
Olga Tokarczuk, 2018[note 4]
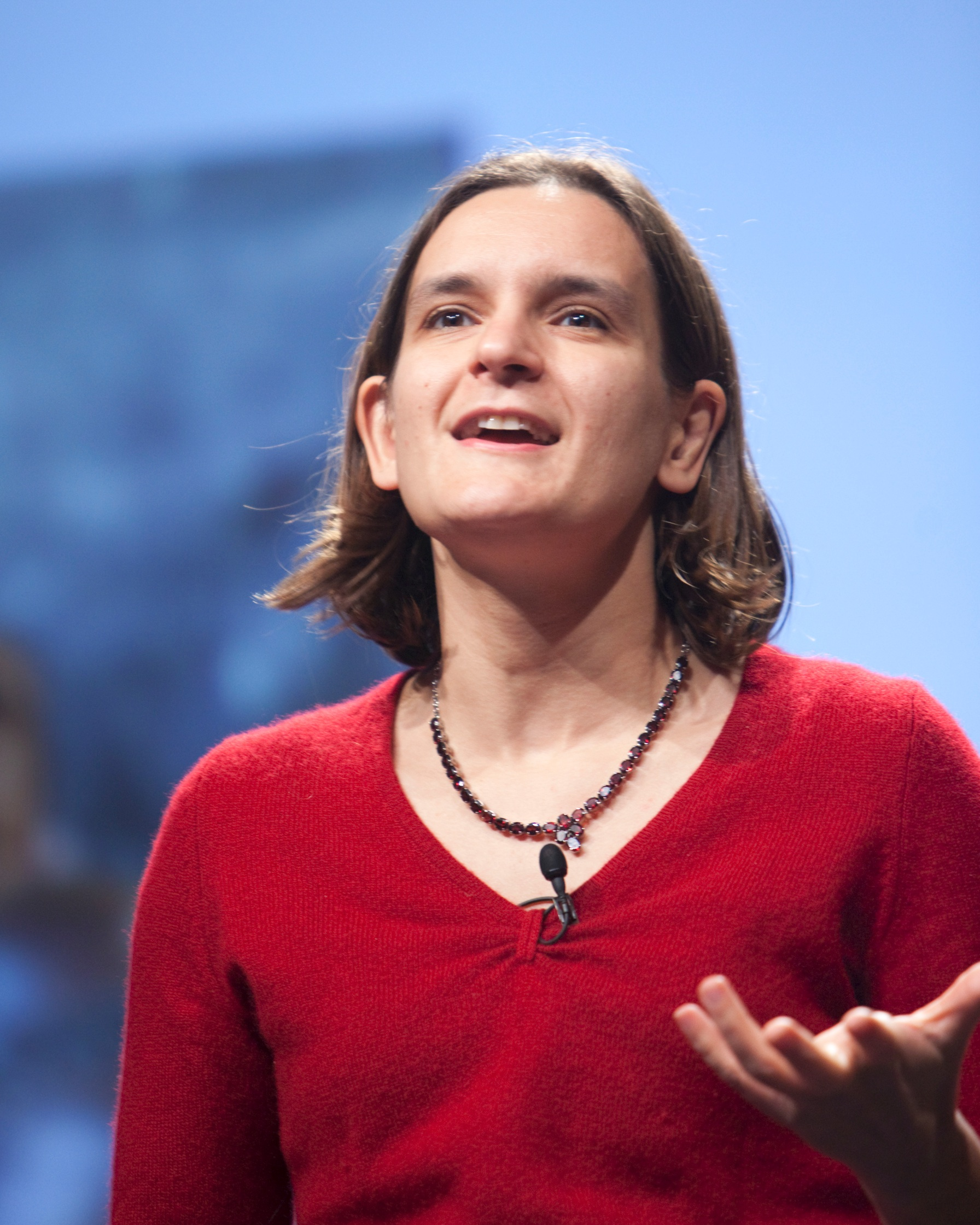
Esther Duflo, 2019
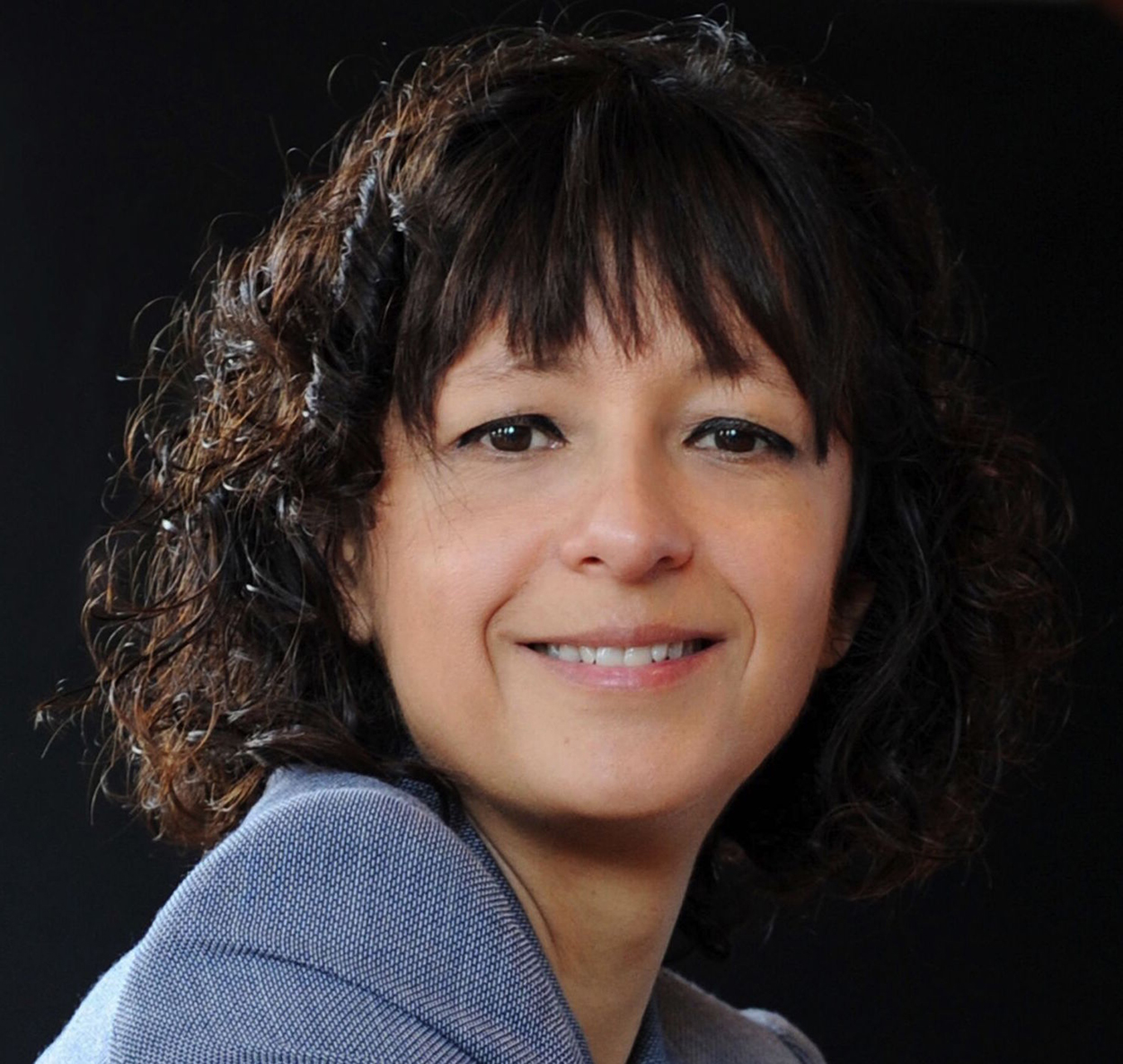
Emmanuelle Charpentier, 2020
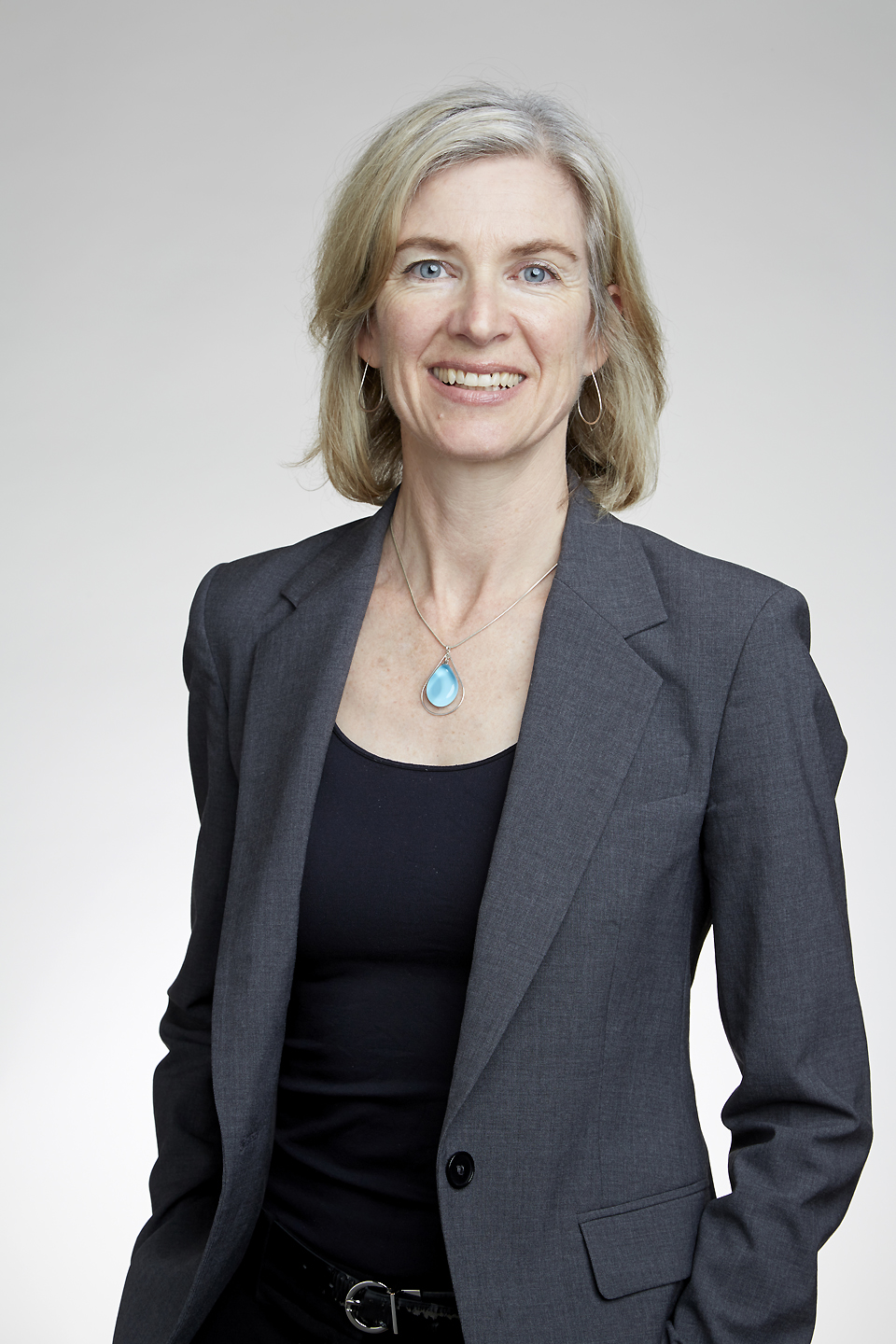
Jennifer Doudna, 2020
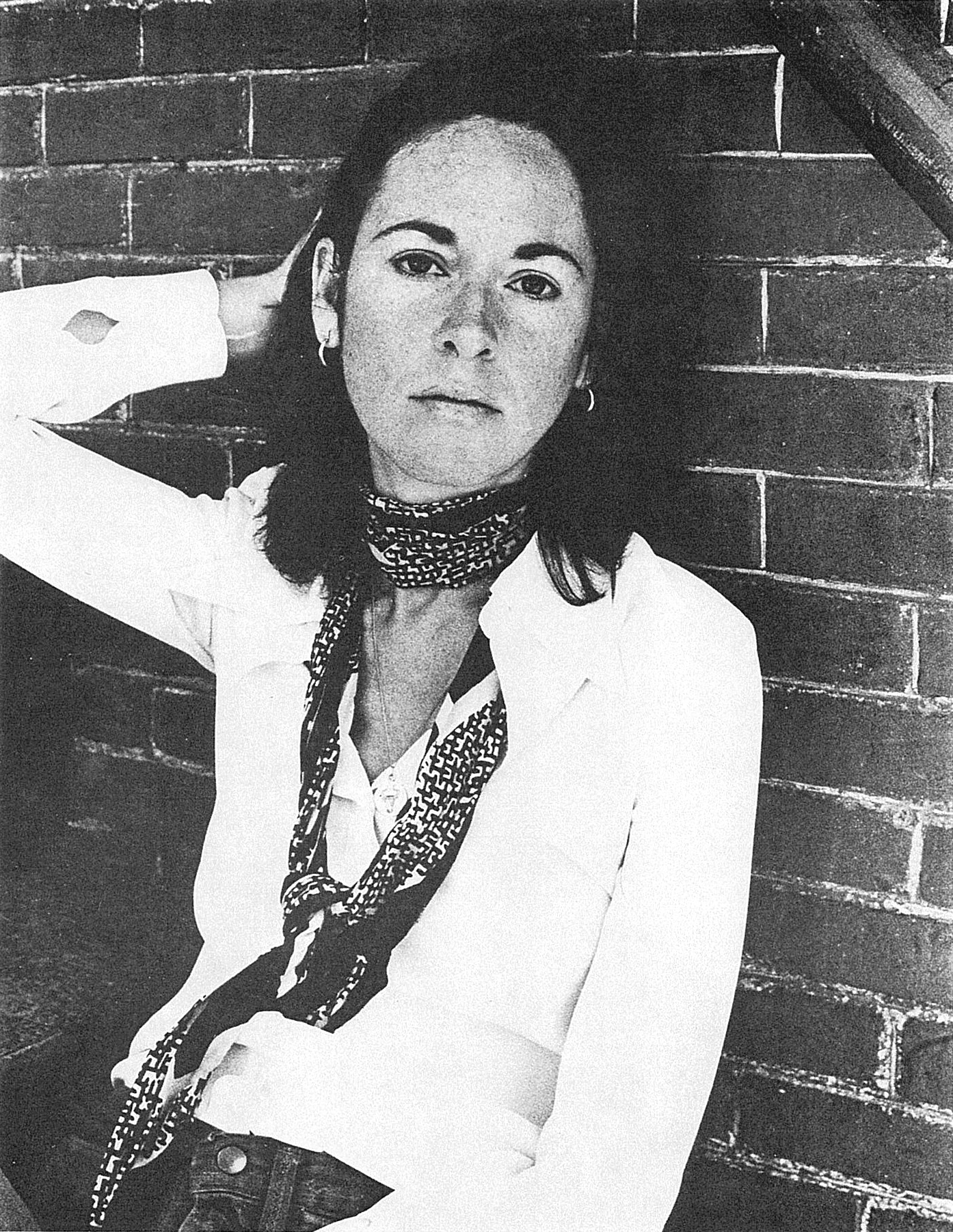
Louise Glück, 2020
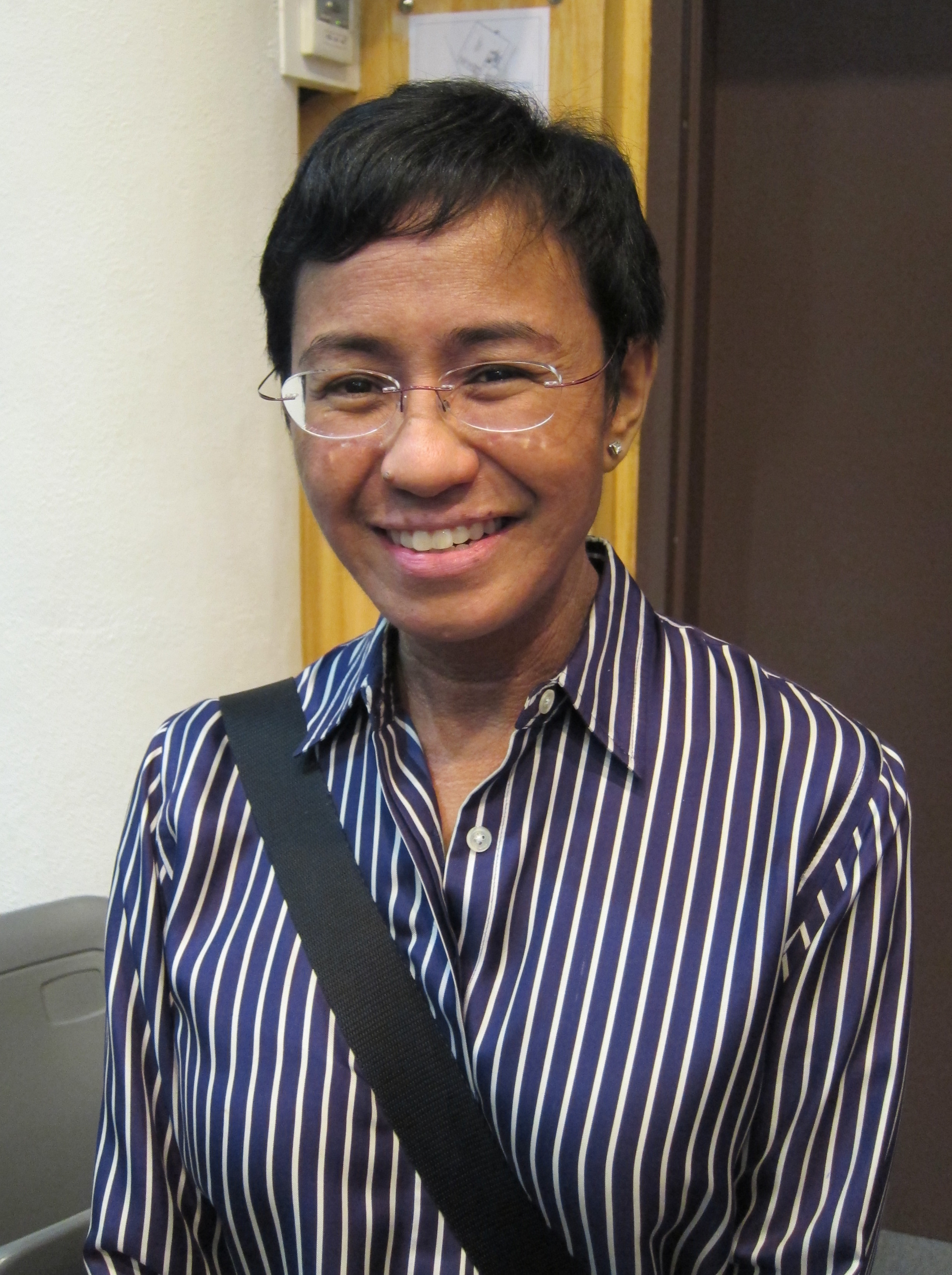
Maria Ressa, 2021
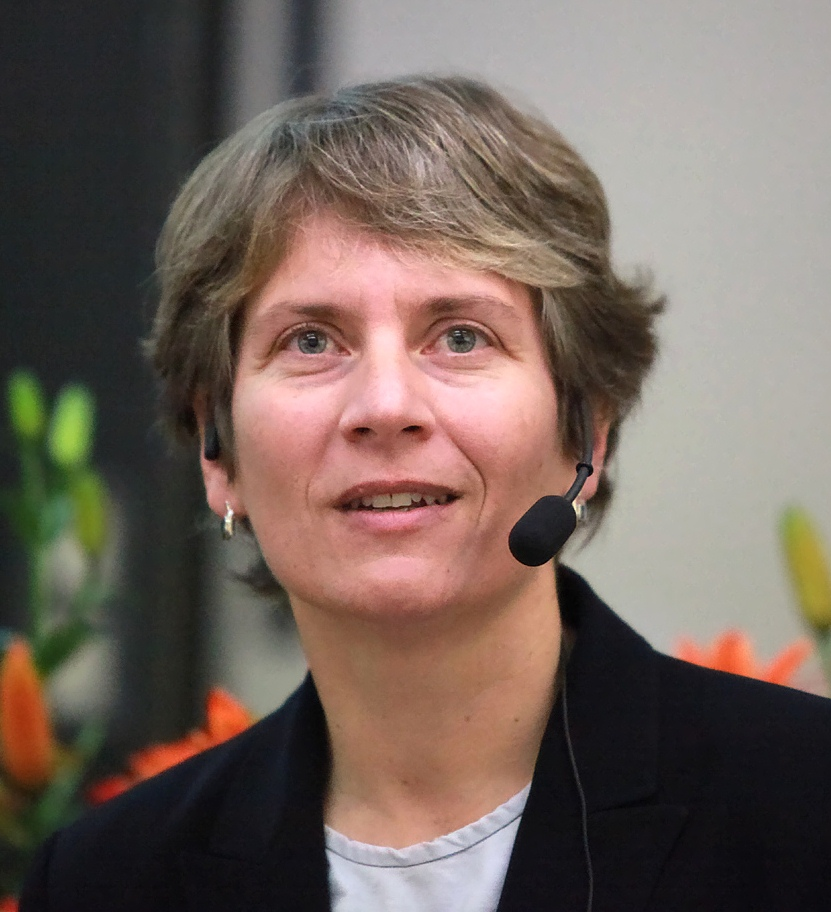
Carolyn R. Bertozzi, 2022
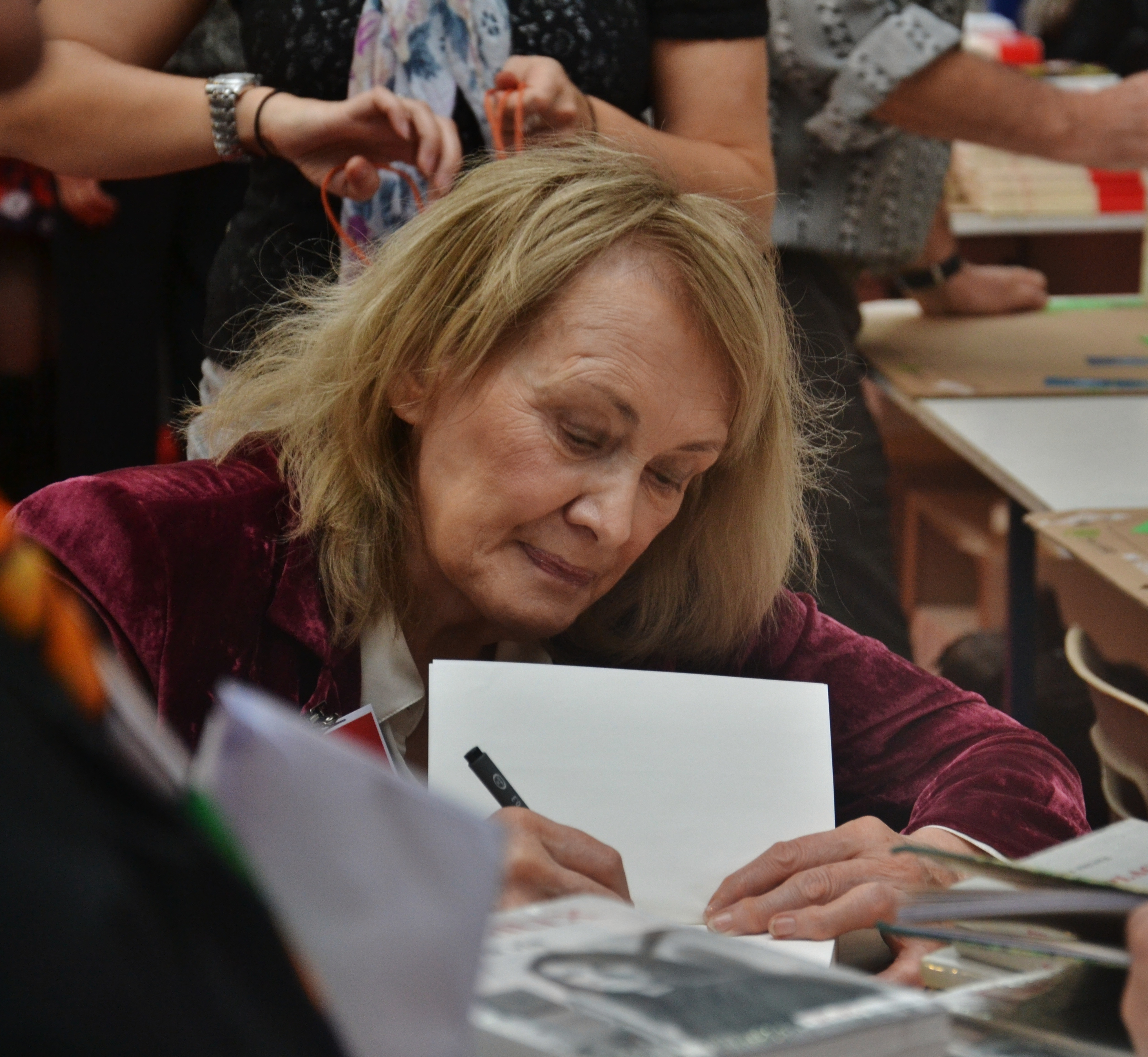
Annie Ernaux, 2022
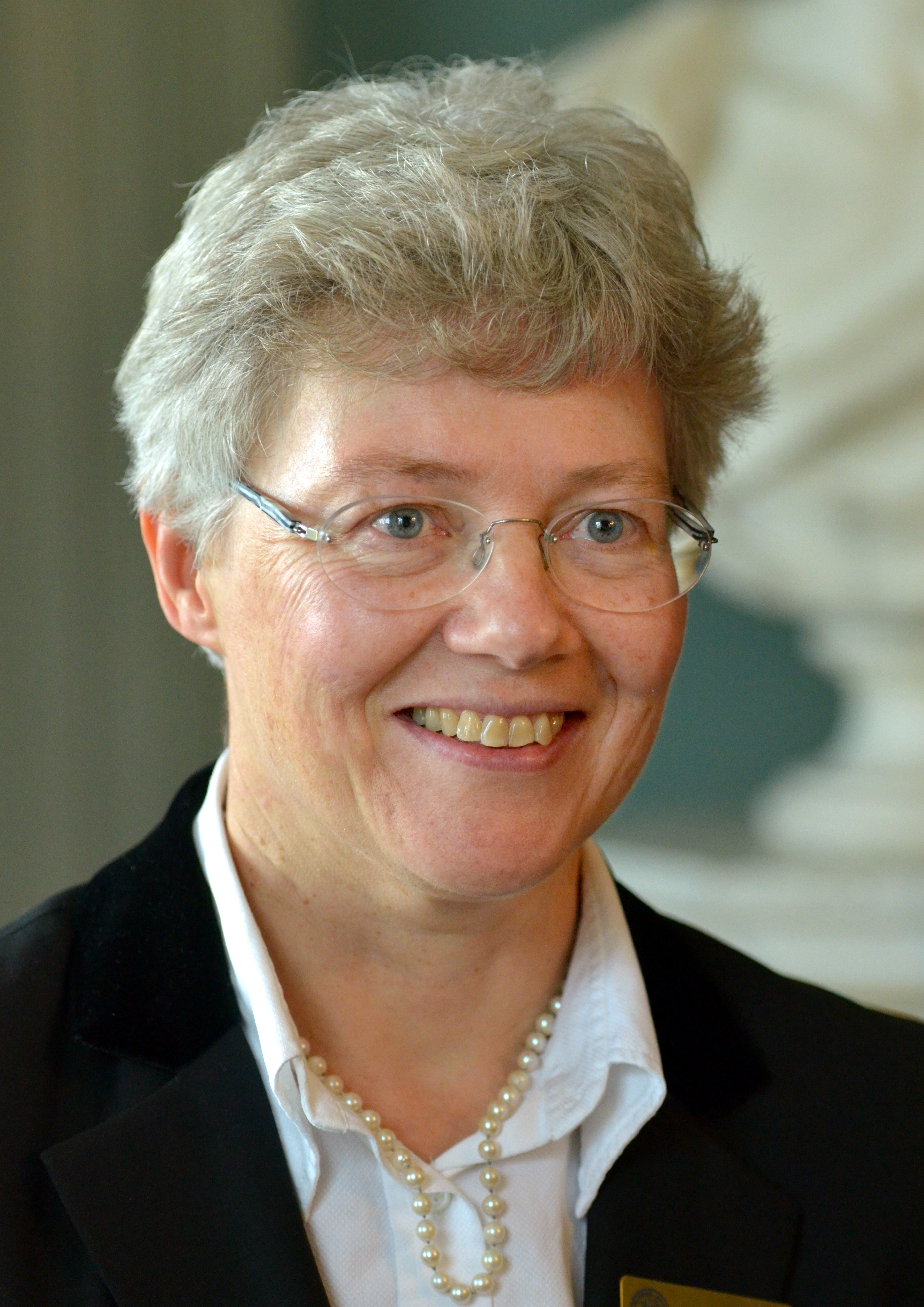
Anne L'Huillier, 2023
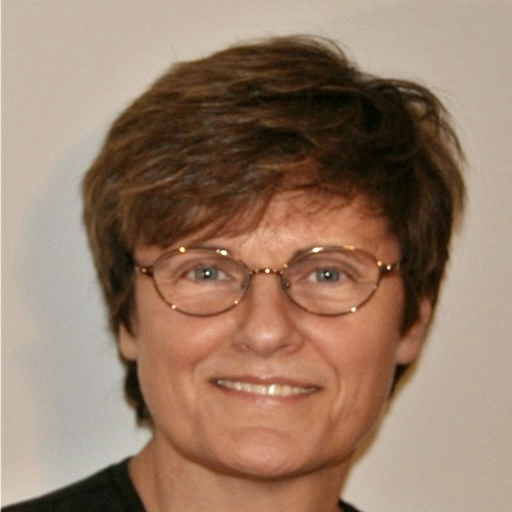
Katalin Karikó, 2023
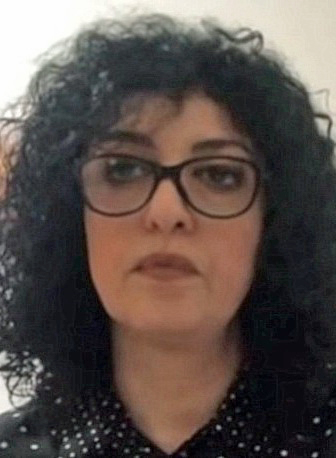
Narges Mohammadi, 2023
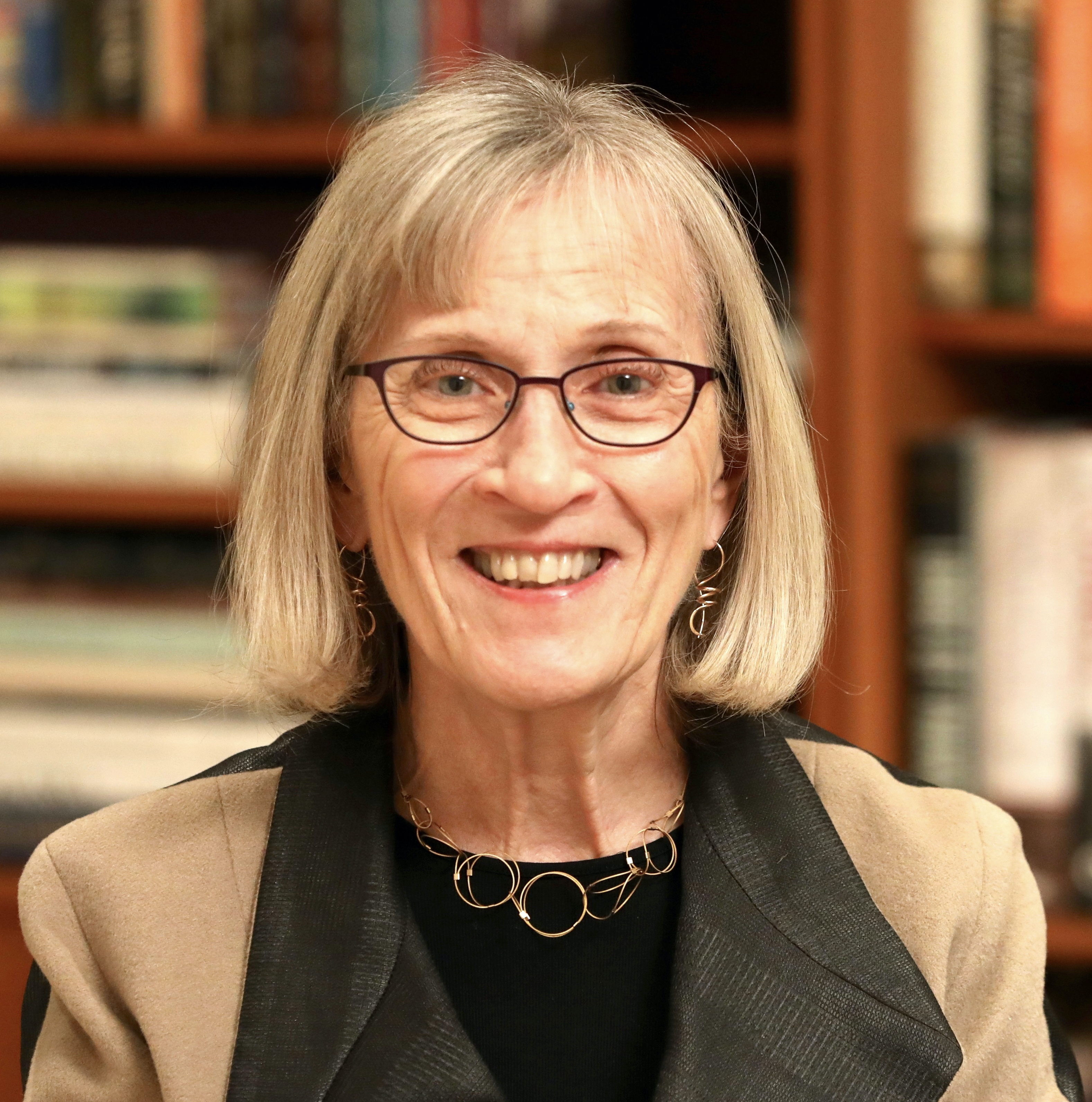
Claudia Goldin, 2023
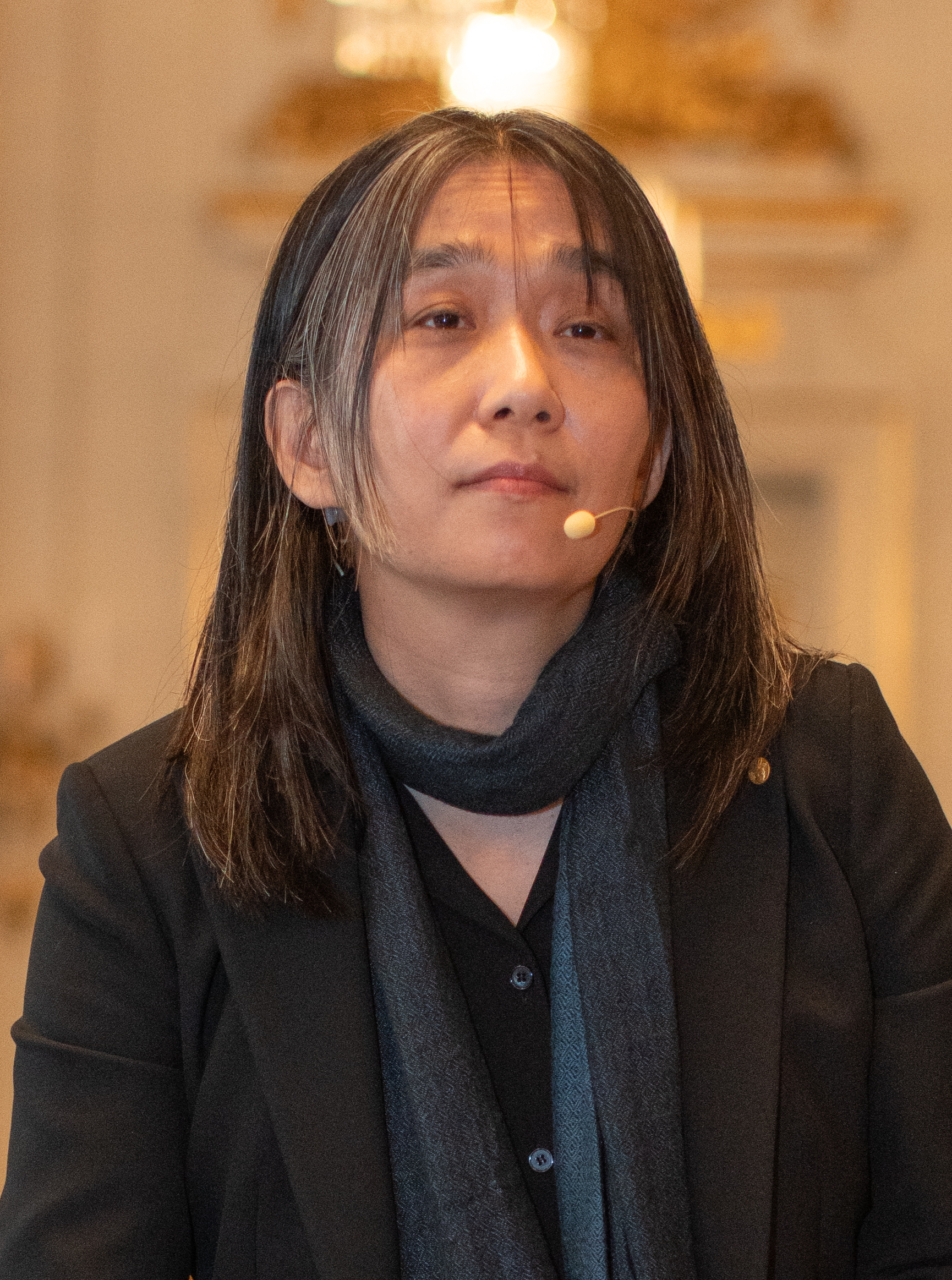
Han Kang, 2024

## Généralités
| Période     | Lauréates |
| ----------- | --------- |
| 1901-1925   | 4         |
| 1926-1950   | 8         |
| 1951-1975   | 3         |
| 1976-2000   | 15        |
| depuis 2001 | 35        |

La lauréate la plus âgée est Doris Lessing, qui reçut le prix Nobel de littérature à 88 ans. La plus jeune femme récompensée le fut à l'âge de 17 ans : Malala Yousafzai, qui est par ailleurs la plus jeune de tous les récipiendaires du prix Nobel, toutes catégories confondues. Cette fourchette d'âge est similaire à celle des lauréats masculins.
Aung San Suu Kyi et Narges Mohammadi font partie des quatre lauréats à l'avoir reçu alors qu'ils étaient incarcérés. Récipiendaire en 1991, Aung San Suu Kyi ne prononce son discours et ne reçoit son prix qu'en 2012.
Jusqu'en 2000, sur les 29 femmes lauréates, seules 10 possèdent un diplôme d'études supérieures, 9 sont sans aucun diplôme.

## Attributions controversées

### Lauréates critiquées
À l'instar de leurs pendants masculins, les femmes lauréates ne sont pas exemptes de critiques. Plusieurs nobélisées ont été critiquées après la remise de leur prix, notamment dans le cadre du très politisé Nobel de la paix, mais pas uniquement.
|             | Année | Nom                    | Nature de la critique                                         | Commentaire |
| ----------- | ----- | ---------------------- | ------------------------------------------------------------- | --- |
| Paix        | 1991  | Aung San Suu Kyi       | Réaction face à la situation des Rohingya en Birmanie.        | En 2017, Aung San Suu Kyi est accusée de ne pas s'opposer à la répression des Rohingya en Birmanie, en dépit de son poids politique. Son prix Nobel est par conséquent contesté. |
| Paix        | 1992  | Rigoberta Menchú       | Contestation des faits pour lesquels elle a reçu le prix.     | En 1999, un expert de l'histoire guatémaltèque prouve qu'une partie non négligeable de l'autobiographie de Rigoberta Menchú est falsifiée ou exagérée. Le comité Nobel ne s'est pas prononcé sur ces déclarations. Un commentateur a pointé du doigt que ce prix, décerné l'année du 500e anniversaire de la découverte de l'Amérique, pourrait marquer davantage la reconnaissance des méfaits de la colonisation du continent plutôt que la reconnaissance du vécu de Menchú. |
| Paix        | 2004  | Wangari Maathai        | Opinions contestables sur le VIH.                             | Première femme du continent africain à recevoir le prix Nobel, Wangari Maathai a été pointée du doigt pour ses opinions concernant le virus du SIDA. Elle aurait ainsi déclaré lors d'une interview donnée à un journal kényan que le VIH avait été développé par les pays occidentaux pour dépeupler le continent. Si elle a fermement démenti avoir tenu ces propos, elle maintient après la remise du prix, lors d'une interview au Time que le VIH avait été développé et n'était pas d'origine naturelle. |
| Paix        | 2011  | Ellen Johnson Sirleaf. | Soutien à un régime autoritaire                               | À peine quelques jours après la remise du prix Nobel, sa corécipiendaire libérienne Leymah Gbowee révèle que Sirleaf n'a rien fait pour combattre la corruption et le népotisme du pays malgré sa position de présidente. Elle a été aussi placée par la commission de vérité et de réconciliation libérienne sur une liste de 52 soutiens à l'ancien président Charles Taylor, coupable de crime contre l'humanité et de crime de guerre[réf. souhaitée]. |
| Littérature | 2004  | Elfriede Jelinek       | Sa récompense mène à la démission d'un des membres du comité. | L'un des membres de l'Académie suédoise, Knut Ahnlund, refuse de siéger depuis qu'Elfriede Jelinek a reçu son prix, estimant que son œuvre serait « chaotique et pornographique » et qu'elle aurait « causé des dommages irréparables » au prix. Le choix du comité se serait orienté vers elle, justement, pour son féminisme de gauche notoire et indépendamment de sa relation complexe et controversée avec son pays d'origine, l'Autriche, qu'elle critique régulièrement dans ses écrits. Jelinek considère qu'elle n'aurait pas dû recevoir le prix, estimant qu'elle a été choisie surtout parce qu'elle est une femme. |
| Littérature | 2009  | Herta Müller           | Eurocentrisme du prix et lauréate « inconnue ».               | Avant même que le nom d'Herta Müller ne soit cité le 8 octobre, Peter Englund, secrétaire permanent du comité Nobel de littérature, se prononce dans la presse le 6 octobre pour admettre l'eurocentrisme passé du comité, un reproche d'autant plus notoire que Peter Englund venait de succéder à Horace Engdahl, qui fut fort critiqué en 2008 pour avoir déclaré que la littérature américaine était trop insulaire. Au moment où elle reçoit le prix, Herta Müller est une auteure assez confidentielle dont l'œuvre est centrée sur les ravages causés par la dictature de Nicolae Ceaușescu en Roumanie communiste, son nom n'ayant même pas été évoqué parmi les proposés dont la récompense était la plus probable. Le contraste entre la déclaration d'Englund et la récompense d'une auteure européenne suscite une levée de boucliers[réf. incomplète]. |

### «Oubliées du Nobel»
L'histoire des prix Nobel compte plusieurs cas où des femmes ont été écartées, que ce soit au stade des propositions ou de la récompense elle-même. La plupart des débats ayant abouti à ces exemples sont encore sous le sceau du secret, car les archives des comités Nobel ne sont ouvertes que 50 ans après les délibérations.

### Littérature
Puisque le prix Nobel ne peut être remis qu'à trois personnes au plus, une seule pour le prix de littérature, des oublis notables ont eu lieu pour les femmes comme pour les hommes. Ainsi les grandes découvertes faites par Mendeleïev ou Tsvett ne sont pas récompensées, les œuvres fondatrices et décisives comme celles de Proust ou Nabokov non plus. Parmi ces personnes écartées par des circonstances particulières ou de manière inexplicable, on trouve en particulier Virginia Woolf. Elle est écartée du prix de littérature malgré la qualité de ses écrits, car elle aurait eu une écriture trop complexe. Woolf serait également « morte trop tôt »,, selon l'expression consacrée rappelant le processus très long du comité Nobel qui « laisse mourir » de grands esprits littéraires, la principale condition pour être primé restant de « vivre vieux ». Elle a pourtant fait partie des figures du modernisme. Moins connue, Astrid Lindgren est proposée 24 fois, pour ses écrits autant que pour son engagement en faveur de l'égalité des sexes, des droits de l'enfant et des droits des animaux ; elle n'obtient jamais le prix Nobel, son œuvre étant considérée trop peu « classique », car elle a écrit des livres pour enfants (dont la série Fifi Brindacier),.

### Paix
Exemple même de l'oubli des femmes au stade des propositions, Ava Helen Pauling en 1962 ne partage pas le prix avec son mari Linus Pauling, bien qu'elle ne fut pas moins engagée que lui (c'est elle qui lui fait découvrir le pacifisme et l'activisme contre les tests nucléaires). Lors de son discours, Linus Pauling déclare qu'elle aurait dû être co-lauréate. Pris à part par le directeur du comité de l'époque, il est informé que personne n'a proposé sa femme et que sa candidature a été acceptée de justesse.

### Sciences
Dans le domaine scientifique, ce biais des comités Nobel en défaveur des femmes est suffisamment important pour qu'il ait valu aux prix le surnom de « prix No-Bell » en référence au cas de Jocelyn Bell.

#### Lise Meitner
Les archives de l'époque révèlent que la décision d'écarter Meitner et Strassmann est le résultat d'un processus mal mené passant de comité en comité durant la Seconde Guerre mondiale et de l’immixtion de la politique de l'époque dans les débats : Lise Meitner ayant fui l'Allemagne nazie pour trouver refuge à Stockholm, les résultats de l'équipe sont publiés dans deux revues différentes (Nature pour Meitner et son neveu Otto Frisch, Naturwissenschaften pour Strassmann et Hahn), divisant l'équipe aux yeux des comités Nobel de physique et de chimie. La difficulté pour Meitner de publier et d'effectuer ses travaux de recherche en exil amène le comité de chimie à amoindrir sa part dans la découverte. Arne Westgren et un ancien membre du comité de chimie pèsent de tout leur poids pour que seul Otto Hahn soit lauréat, alors que Meitner aussi a été proposée de manière répétée par plusieurs scientifiques reconnus de l'époque,.
Si Otto Frisch et Fritz Strassmann sont largement ignorés, la presse sait pourtant le rôle joué par Lise Meitner dans la découverte de la fission nucléaire. Ce n'est qu'en 1966 que Meitner et Strassmann se voient décerner le prix Enrico-Fermi pour leur participation décisive à la découverte qui a valu le prix Nobel à Hahn.
L'attitude de Hahn après la remise du prix Nobel fait encore débat. Dans The Making of the Atomic Bomb, Richard Rhodes déclare que Hahn a toujours voulu réparer l'effacement (volontaire mais contraint) du nom de Meitner dans son étude publiée en Allemagne. À l'inverse, Ruth Lewin Sime explique dans Lise Meitner: A life in physics que Hahn tentait de se distancier de sa collègue avant même sa fuite. Le comportement d'Otto Hahn après la fin de la guerre contribue de toutes les manières à effacer le rôle de celle-ci : il soutient que les démonstrations théoriques et le travail de Lise Meitner ne l'ont en rien inspiré ni aidé dans sa découverte.

#### Rosalind Franklin
Cristallographe réputée, Rosalind Franklin étudie l'ADN à partir de 1951 sur un projet en parallèle de celui de Maurice Wilkins, son collègue de bureau. Le sujet étant brûlant dans la communauté scientifique, ils ne sont pas seuls à se concentrer sur le sujet ; à Cambridge, James Watson et Francis Crick travaillent aussi sur la structure de l'ADN. Pendant que les recherches de Wilkins et Franklin piétinent, en particulier pour leur incapacité à collaborer et la possibilité que Wilkins est peut-être convaincu que Franklin n'est qu'une assistante de laboratoire. Wilkins collabore secrètement avec Crick et Watson, leur montrant par exemple un cliché clé — « Photo 51 », une image radiocristallographique montrant de l'ADN — de Franklin sans qu'elle ne le sache. Watson et Crick publient en avril 1953 dans Nature les résultats de leurs découvertes, Rosalind Franklin publie de même, séparément, dans ce numéro, ses découvertes ainsi que d'autres détails de la structure de l'ADN.
Rosalind Franklin meurt en 1958, quatre ans avant que le prix Nobel ne soit remis à Watson et Crick dont la découverte se base sur ce cliché cristallographique ; le travail de Franklin sur le sujet n'est jamais reconnu de son vivant,.
Elle est moquée et caricaturée dans un livre écrit par Watson des années plus tard où il relate sa découverte de la structure en double hélice de l'ADN d'une manière jugée partiale et machiste. La montée du féminisme, contemporaine de cette période, ainsi que la publication d'un livre d'Anne Sayre, dont le mari est cristallographe et ami de Franklin, aide à mettre en lumière l'injustice commise à l'encontre de Franklin,. Le fait qu'elle a été négligée pour ce prix Nobel s'expliquerait par sa mort prématurée, quatre ans avant la remise du prix. Cependant deux prix Nobel, dont un l'année précédente, ont été décernés à des personnes décédées quelques mois auparavant, et ce n'est qu'en 1974 qu'est formellement stipulé dans le règlement que le titre ne peut être remis à titre posthume. Ruth Lewin Sime explique cependant qu'elle est un des exemples les plus criants d'usurpation de mérite dû à un scientifique.

#### Jocelyn Bell

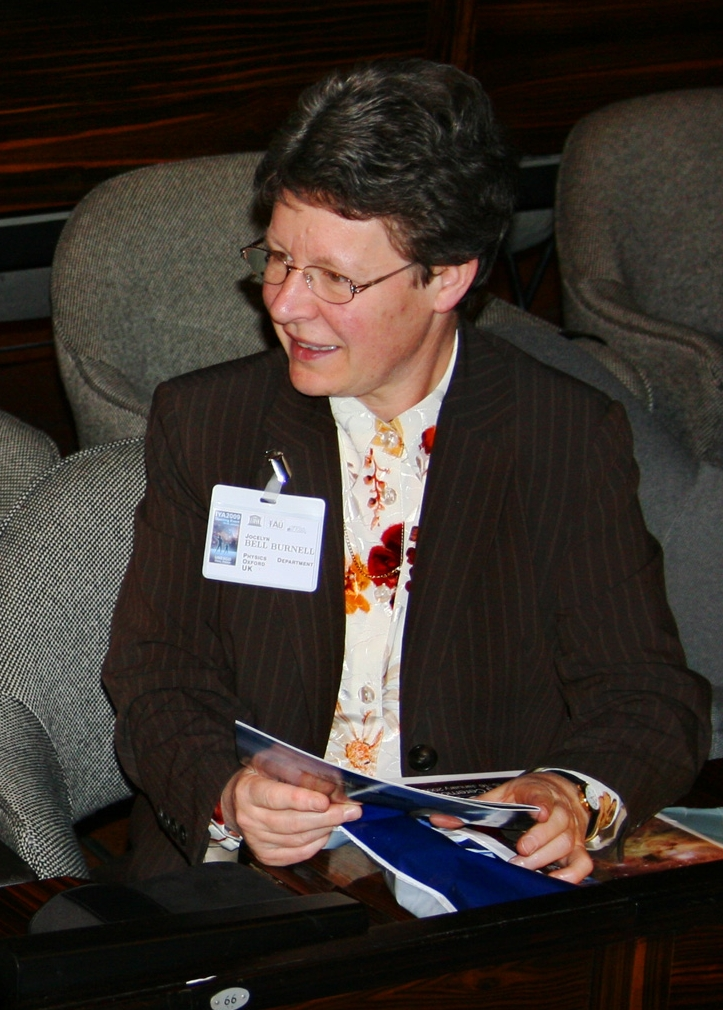
Jocelyn Bell en 2009 à Paris.

Chargée des observations sous l'égide de son directeur de thèse Antony Hewish, Jocelyn Bell découvre et fait des relevés sur les quatre premiers pulsars jamais découverts. Durant la préparation de sa thèse doctorale à l'université de Cambridge, elle travaille avec Hewish et Martin Ryle sur le sujet. Seuls ces derniers reçoivent le prix Nobel de physique en 1974.
Bell se défend d'avoir été mise à l'écart par l'équipe de Ryle, mais au même moment, Thomas Gold témoigne dans le Montreal Star qu'il s'agit d'une femme timide et fidèle à Hewish, qu'elle n'oserait pas contredire en public. Pour sa part Fred Hoyle pointe du doigt Hewish et Ryle pour avoir « chipé » la découverte à Jocelyn Bell, se retrouvant rapidement au centre d'une querelle qui l'opposera personnellement à Hewish et Ryle pendant des années. Toujours est-il que malgré la part de Bell dans cette découverte et l'obtention du prix Nobel par Anthony Hewish, celui-ci refuse de devenir son mentor dans le milieu de la recherche, la privant d'un soutien important pour la suite de sa carrière.
Bell est restée discrète sur le sujet, et la communauté scientifique considère dans l'ensemble qu'elle a accueilli de bonne grâce cette mise à l'écart. Cependant, en 2008, elle explique dans une interview qu'à l'époque, la science était un domaine réservé aux hommes, dont les meneurs étaient suivis par des « cohortes de sous-fifres » obéissant à leurs moindres désirs. Elle ajoute que la découverte des pulsars est intervenue à un moment difficile sur le plan personnel, alors qu'elle est devenue mère : il lui aurait été difficile de concilier sa carrière scientifique et sa vie de famille. Loin d'accepter « de bonne grâce » sa mise à l'écart, elle n'aurait en réalité que capitulé devant les circonstances,,.

#### Chien-Shiung Wu

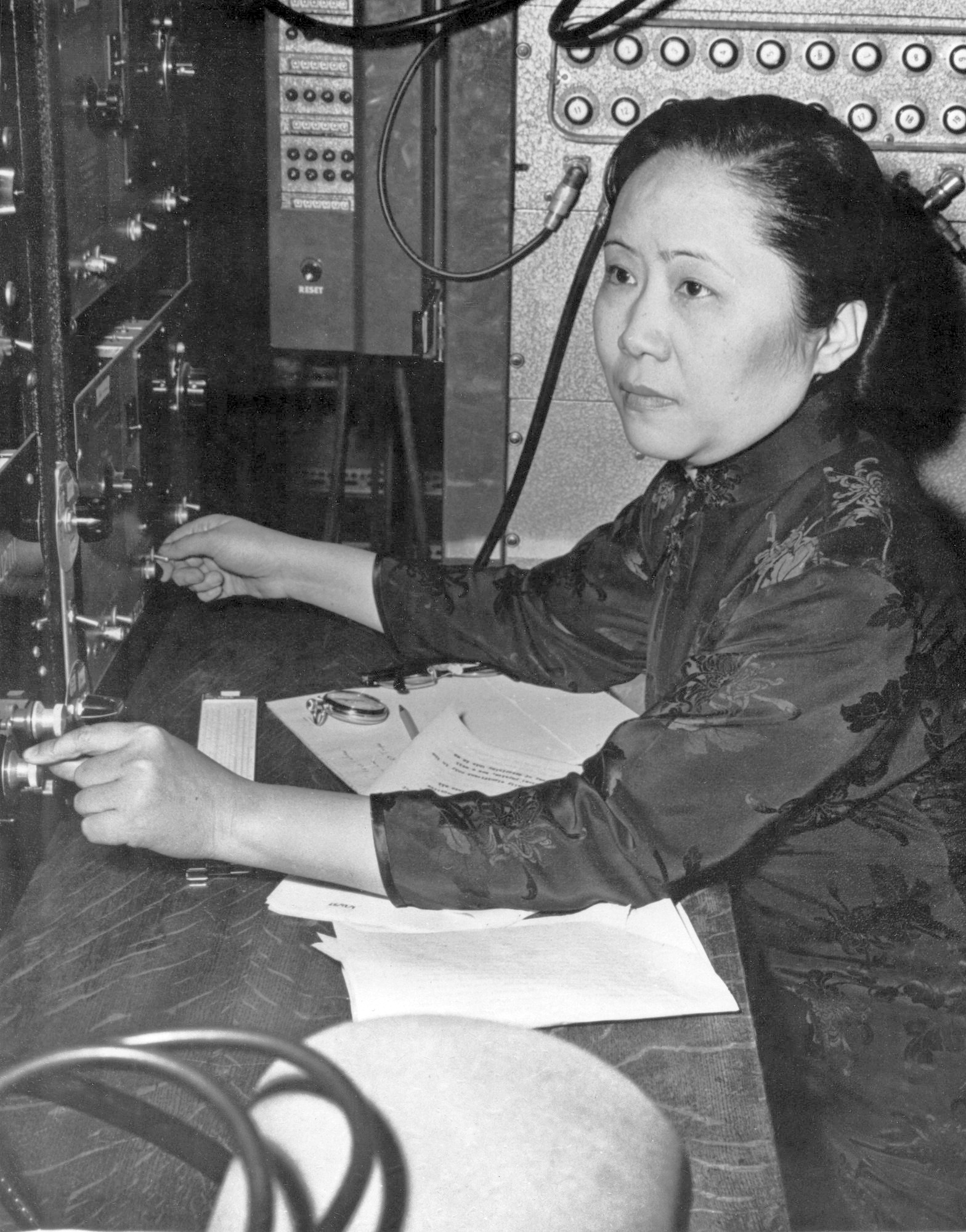
Chien-Shiung Wu en 1963, pendant une expérience à l'université Columbia.

Chien-Shiung Wu participe durant les années 1940 au projet Manhattan dont elle ressort avec une notoriété importante dans le domaine de la physique pratique. Elle est approchée au milieu des années 1950 par Tsung-Dao Lee et Chen Ning Yang pour les aider dans la démonstration expérimentale de leur réfutation théorique de la loi de la parité. Le travail sur la loi de la parité avance dès lors de manière radicale grâce à l'expérience montée par Wu.
Lorsque le prix Nobel est remis aux seuls Lee et Yang, plusieurs commentateurs considèrent que Wu aurait dû le recevoir avec eux ; Noemie Benczer Koller (en) qualifie sans ambages de sexiste cette mise à l'écart. A contrario, certains arguent que le prix n'est attribué que pour les découvertes, non les expériences, aussi décisives soient-elles. Son absence est néanmoins remarquée à l'époque, et le comité est pointé du doigt. Rien ne prouve qu'elle a été exclue par misogynie, bien qu'il s'agisse de l'explication la plus couramment avancée, une autre raison supposée étant son origine ethnique. Une autre hypothèse y voit des raisons politiques : les décisions d'attribution dans les années 1940 étaient plus politiques que scientifiques, le mérite seul ne suffisant pas, ce qui aurait une première fois empêché Wu d'obtenir un prix Nobel pour son étude de la désintégration bêta et cette tendance à la politisation des sciences serait revenue à la même période où elle aurait dû être associée au prix Nobel de Lee et Yang. La compétition a en effet été très serrée à l'époque pour prouver que la loi de la conservation de la parité n'existe pas.
Lee et Yang citent Wu lors de leur discours de remise du prix Nobel, contrairement à d'autres femmes n'ayant pas reçu le prix malgré leur contribution, comme Bell ou Franklin. Déçue, Wu poursuit néanmoins ses recherches avec ardeur, notamment dans le domaine de la désintégration bêta. Son expérience et ses travaux ultérieurs lui valent de multiples récompenses, dont le prix Wolf de physique et un siège à l'Académie nationale des sciences américaine.

#### Emmy Noether
Emmy Noether (décrite par Albert Einstein comme « le génie mathématique créatif le plus considérable produit depuis que les femmes ont eu accès aux études supérieures ») aide à la formulation mathématique de la théorie de la relativité et au développement de la théorie quantique, mais ce travail n'est jamais récompensé de son vivant par autre chose que la « reconnaissance de ses pairs ».

#### Esther Lederberg
Esther Lederberg, voit son mari, Joshua Lederberg, obtenir seul récipiendaire du prix Nobel de médecine en 1958 pour leurs découvertes sur la reproduction des bactéries Escherichia coli. Aucune mention n'a été faite de sa femme Esther, bien qu'elle ait joué un rôle important dans l'aboutissement de ses recherches. De son côté, Esther Lederberg avait également découvert en 1950 le phage lambda, un virus de l'ADN des bactéries, et le « facteur de fertilité » permettant à E. Coli de se reproduire. À sa mort, la nécrologie parue dans The Guardian indique en sous-titre : « Malgré ses travaux de pointe en génétique, ce fut son mari qui obtint le prix Nobel ». Cette manchette résume l'avis de plusieurs scientifiques, dont Stanley Falkow (en), selon lequel sa contribution à la science a été injustement éclipsée à cause du traitement des femmes dans le milieu universitaire à l'époque.